# Regime del Terrore
(Affermazione di Bertrand Barère il 16 messidoro anno II)

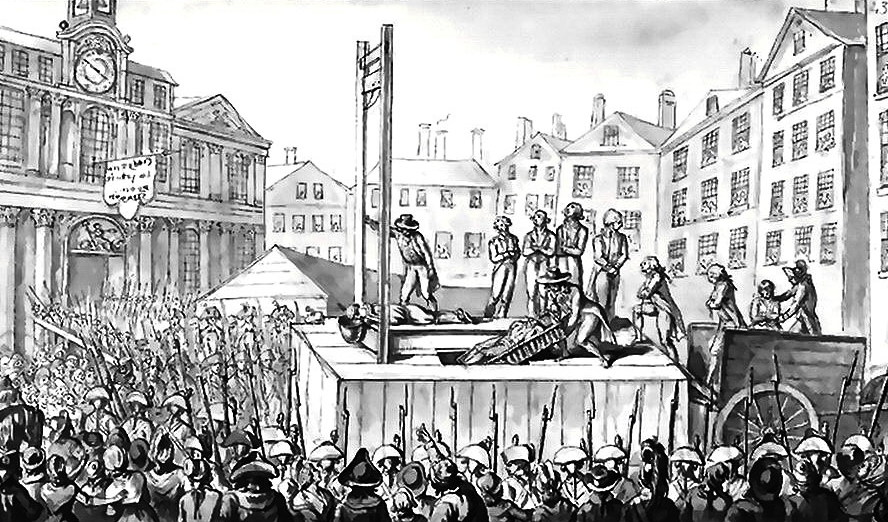
Esecuzione di nove emigrati sulla ghigliottina nell'ottobre 1793

Il Regime del Terrore, spesso definito nella storiografia Terrore giacobino o semplicemente come Il Terrore (in francese Régime de la Terreur), è una fase storica della Rivoluzione francese che ebbe inizio nel settembre del 1793.
Fu caratterizzato dal predominio politico dei membri del Comitato di salute pubblica, che introdussero una serie di misure repressive di crescente durezza contro gli avversari politici sia dell'estrema sinistra, sia della destra repubblicana, sia delle fazioni controrivoluzionarie realiste. La politica del Comitato era diretta a rafforzare la fazione giacobina, mettere in atto misure a favore dei sanculotti e della piccola borghesia cittadina, schiacciare tutti gli oppositori interni della rivoluzione, combattere con maggiore efficacia la guerra esterna contro le monarchie europee dell'Ancien Régime.
Il Regime del Terrore, caratterizzato da un elevatissimo numero di condanne a morte (circa 17 000) ed eccessi nell'esercizio della repressione, terminò il 9 termidoro dell'anno II (27 luglio 1794) con la caduta e l'esecuzione dei tre più influenti membri del Comitato di salute pubblica: Maximilien de Robespierre, considerato la principale personalità politica del Terrore giacobino, Louis de Saint-Just e Georges Couthon, iniziando la fase denominata Terrore bianco antigiacobino, anche se la fine ufficiale si situa il 5 agosto 1794 con la sospensione della legge dei sospetti.

## Storia

### Origini e cause del Terrore
In seguito al rovesciamento del trono nella giornata del 10 agosto 1792, in settembre era stata proclamata la Repubblica. Contemporaneamente, la guerra contro l'Austria, la Prussia e il Regno di Sardegna entrava nel vivo e la paura di una rapida marcia del nemico su Parigi gettò la capitale nel terrore, scatenando i "massacri di settembre" contro migliaia di sospetti imprigionati nelle carceri parigine. Le prime incoraggianti vittorie a Valmy e poi a Jemappes (6 novembre 1792) allontanarono lo spettro dell'invasione, ma i timori di complotti e cospirazioni interne a favore dei nemici della Francia alimentarono un clima di sospetto generale. L'esecuzione del re Luigi XVI nel gennaio 1793, inoltre, cementò la coalizione delle potenze europee contro la Francia e scatenò la reazione di coloro che, nel paese, erano rimasti fedeli al sovrano, i cosiddetti "realisti".

### La perdita del Belgio e il tradimento di Dumouriez
Le armate rivoluzionarie, guidate dai generali Dumouriez e Custine, avevano ormai conquistato tutto il Belgio; Dumouriez, sostenuto dalla fazione della Gironda in seno alla Convenzione nazionale, si spinse oltre avviando l'invasione dei Paesi Bassi nel febbraio 1793.
Tuttavia, il 1º marzo l'armata del duca di Coburgo sbaragliò l'esercito di Custine in Belgio, provocando la rotta dei francesi e il ripiegamento delle truppe di Dumouriez. Quest'ultimo accusò della disfatta il ministro della guerra Jean-Nicolas Pache e, rientrato in Belgio, annullò tutte le disposizioni rivoluzionarie introdotte nel frattempo nel paese. Ormai in rotta con la Convenzione, nonostante il tentativo di difesa di Danton, che ben conosceva il consenso popolare di cui godeva il generale e che forse aveva stretto accordi con lui, Dumouriez aprì i negoziati con il duca di Coburgo promettendo di cedergli il Belgio e di marciare su Parigi. I quattro commissari inviatigli dalla Convenzione per arrestarlo vennero arrestati a loro volta e Dumouriez tentò di far marciare la sua armata su Parigi per abbattere la Repubblica. I soldati non gli ubbidirono e fu costretto a riparare precipitosamente presso gli austriaci.

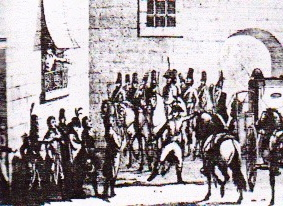
Dumouriez fa arrestare i commissari inviati dalla Convenzione per arrestarlo

I girondini vollero istituire una commissione d'inchiesta per stanare i complici della congiura, ma Danton, che temeva di essere incriminato, ebbe facile gioco a far ricadere le colpe sui deputati della Gironda che fino a poche settimane prima avevano sostenuto Dumouriez. I girondini, che allora detenevano il potere esecutivo, dovettero rinunciare, e Danton entrò nel Comitato di salute pubblica il 5 aprile.

#### La sollevazione della Vandea
La Convenzione aveva intanto decretato la leva di 300 000 uomini per fronteggiare la guerra contro la coalizione. Fu la miccia che scatenò la sollevazione di intere città nei dipartimenti occidentali della Vandea, Deux-Sèvres, Maine-et-Loire e Loira inferiore, fortemente cattolici e tradizionalisti. I rivoltosi si diedero come capi alcuni membri della vecchia aristocrazia, e alla fine di marzo la "Grande armata cattolica e regia" raggiungeva i 20 000 uomini. Le armate repubblicane vennero ripetutamente sconfitte e a nulla valse il decreto con cui la Convenzione condannava a morte tutti i rivoltosi catturati con le armi in pugno. Era l'inizio della guerra civile.

#### La caduta della Gironda: il colpo di Stato montagnardo del 31 maggio 1793
Le tensioni in seno alla Convenzione tra i Girondini, più moderati e maggioritari, fino a quel momento detentori del potere, e i deputati radicali della Montagna, esplosero a causa dei rovesci interni ed esterni, ma avevano iniziato ad accumularsi fin dai giorni del processo al re, durante il quale i girondini avevano inutilmente tentato di giocare la carta della clemenza, attirandosi sospetti di realismo.

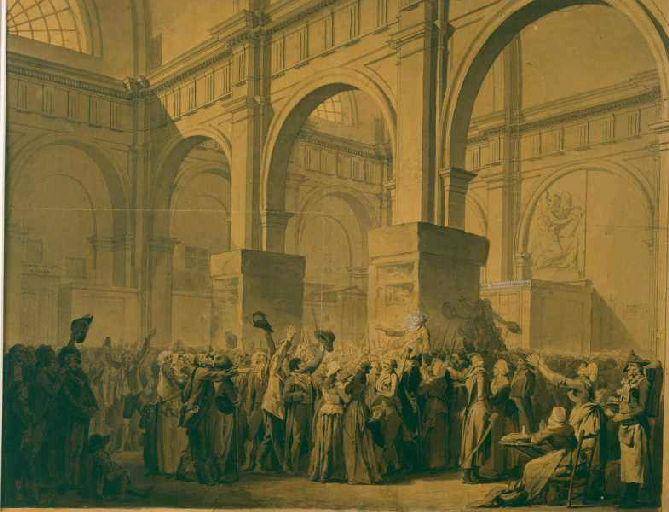
Marat portato in trionfo dopo l'assoluzione del tribunale dall'accusa dei girondini

Pur controllando il Comitato esecutivo, in cui sedevano i ministri, i girondini non avevano esponenti in seno al Comitato di salute pubblica, che stava acquisendo ormai un potere assoluto. Dei nove membri che lo componevano, sette appartenevano al centro (la "Pianura") e due alla Montagna. Il 5 aprile 1793 i giacobini avanzarono una petizione per chiedere la destituzione dei deputati girondini considerati complici del tradimento di Dumouriez e dei rovesci in Vandea. La risposta fu la messa in stato di accusa di Jean-Paul Marat, ispiratore della petizione, che però venne immediatamente scagionato dal tribunale, sancendo un'ulteriore sconfitta dei girondini. Questi, temendo che i giacobini scatenassero contro di loro i sanculotti parigini, presero posizione contro il centralismo della capitale, attirandosi così anche l'accusa di "federalismo", ossia di volontà di dividere la Repubblica.
La nomina di una commissione d'inchiesta sul comportamento del Comune, centrale operativa dei sanculotti, esasperò gli animi. Il 31 maggio le sezioni parigine si misero in agitazione e mossero contro la Convenzione, chiedendo l'arresto dei 22 capi girondini elencati nella petizione di Marat. I deputati, preoccupati del ruolo ormai incontrollato delle masse popolari, decisero di resistere e si limitarono a sciogliere la commissione d'inchiesta contro il Comune, ma una nuova sollevazione il 2 giugno li costrinse, sotto la minaccia dei cannoni e dei fucili, e su pressione di Robespierre e Couthon, a far arrestare i girondini. La Montagna assumeva così il controllo della Convenzione e apriva la strada al regime di Robespierre. Furono dichiarati fuorilegge e proscritti 31 capi girondini, seguiti da 73 deputati che avevano protestato. I 73 vengono poi graziati dall'intervento di Robespierre stesso, ma furono reintegrati solo dopo Termidoro. Molti finirono ghigliottinati assieme a simpatizzanti nel "periodo dei processi". Brissot, Vergniaud, Lebrun e altri diciotto capi girondini, dopo un breve processo (24 – 30 ottobre 1793) finiscono sulla ghigliottina. L'8 novembre compare davanti ai giudici Manon Roland; condannata, sale sul patibolo il giorno stesso. Clavière si suicida in carcere. Probabile suicida è anche Condorcet, catturato mentre si allontanava da Parigi dopo cinque mesi di latitanza. Jean-Marie Roland, rifugiato in Normandia, si trafigge il cuore con un pugnale, lasciando un biglietto con queste parole: «Nell'apprendere la morte di mia moglie, non ho voluto restare un giorno di più sopra una terra macchiata di delitti».
La Montagna ebbe la maggioranza alla Convenzione utilizzando la minaccia militare dei sanculotti, iniziando così il governo congiunto di Giacobini e Cordiglieri.

### Robespierre al potere
La situazione in Francia stava intanto peggiorando. La caduta dei girondini aveva fomentato la rivolta a Tolone, Marsiglia e Lione, la seconda città del paese, dove la popolazione era insorta contro il centralismo di Parigi, ormai nelle mani della Montagna. Nella capitale, d'altronde, il peggioramento della crisi economica e l'aumento del prezzo del pane tenevano i sanculotti continuamente in agitazione, senza che il Comitato di salute pubblica guidato da Danton riuscisse a imporre l'ordine. Si decise, il 10 luglio, su pressione dei sanculotti, di sciogliere questo primo Comitato e nominarne uno nuovo, composto in maggioranza da giacobini.

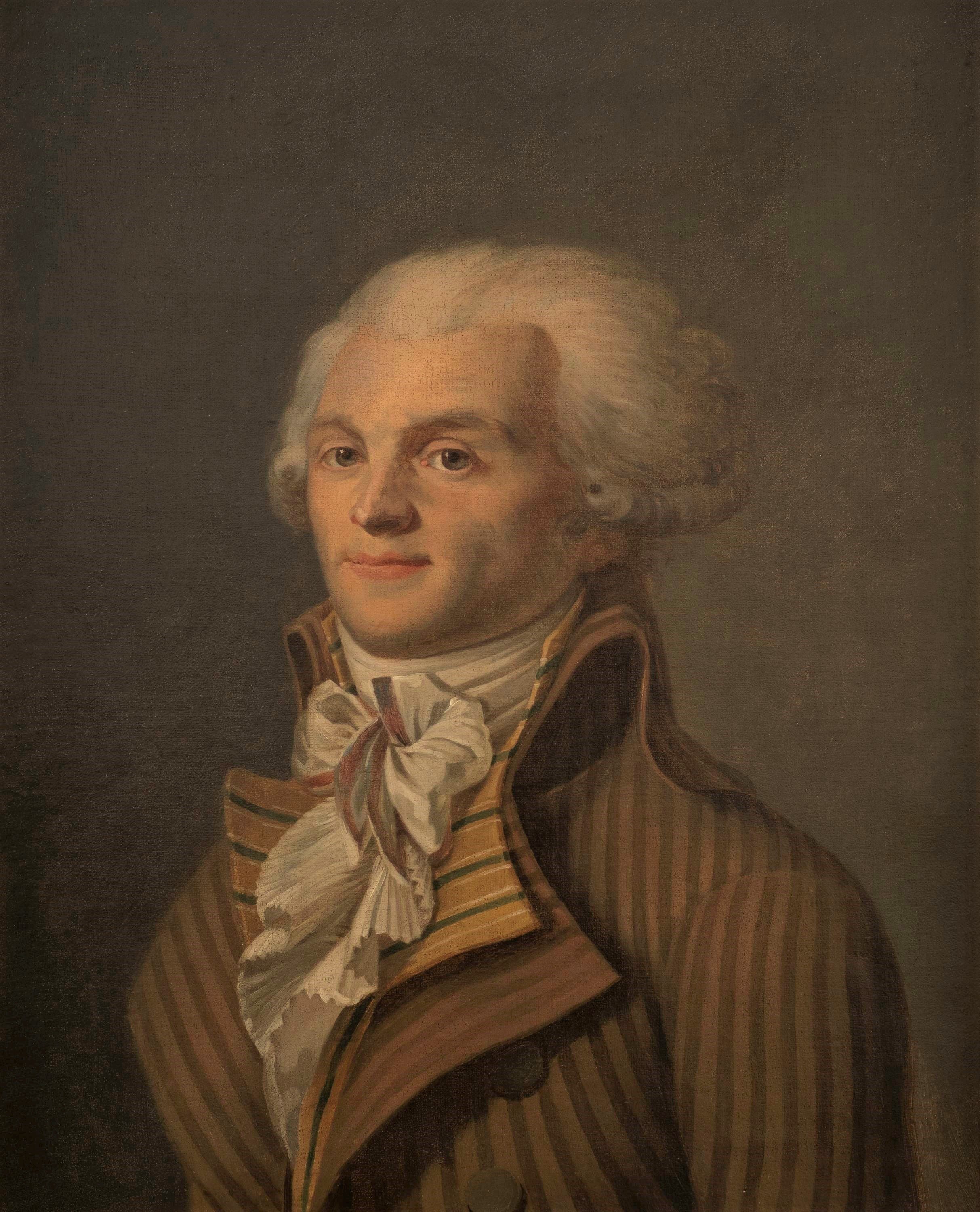
Robespierre

L'assassinio di Marat, il 13 luglio 1793, per opera di una giovane bretone filo-girondina, Charlotte Corday, destò enorme impressione e convinse le frange radicali alla guida del Comune a imporre misure maggiormente rivoluzionarie. I cordiglieri ora guidati da Jacques-René Hébert, che ne aveva assunto la leadership dopo la morte di Marat e l'allontanamento di Danton dalla vita politica, e gli ancora più radicali "arrabbiati", come venivano definiti, guidati dall'ex prete Jacques Roux, riuscirono a far votare dalla Convenzione il 27 luglio la legge contro gli accaparratori, che consentiva l'ispezione dei magazzini, dei granai e delle cantine per assicurarsi che i commercianti non facessero scorte di beni alimentari che andavano messi in vendita.
Superato dagli avvenimenti e squassato da lotte intestine, il Comitato di salute pubblica decise di invitare Robespierre a partecipare ai suoi lavori, nel tentativo di colmare la distanza tra il Comitato, la Convenzione e il Comune parigino, che rappresentava i sanculotti, per i quali Robespierre era l'unico vero difensore della Rivoluzione, "l'incorruttibile".

### Il Terrore all'ordine del giorno
Mentre gli hébertisti e gli arrabbiati continuavano a richiedere misure d'emergenza, come il calmieramento di tutti i beni di prima necessità, l'assunzione nei posti pubblici dei patrioti e un'infornata di sospetti da destinare poi al massacro in un revival del settembre 1792, Robespierre oppose loro un programma inflessibile fatto di requisizioni nelle campagne e approvvigionamenti nella capitale, in misura tale da calmare la fame della popolazione e tagliare agli esponenti del Comune l'appoggio dei sanculotti. Ciò permise di celebrare l'anniversario del 10 agosto in un clima sereno nonostante una vigilia che sembrava anticipare nuovi massacri indiscriminati. Robespierre e Danton appoggiarono invece la proposta degli "arrabbiati" della leva in massa, come unica soluzione per contrastare l'avanzata degli eserciti della coalizione e dei vandeani.
I radicali non si ritennero, tuttavia, soddisfatti. Sfruttando le pessime notizie sul fronte militare (il 4 settembre fu data la notizia della caduta di Tolone nelle mani degli inglesi), il 5 settembre il Comune promosse una sollevazione contro la Convenzione, chiedendo il calmiere per tutte le derrate (il "maximum") e altre misure d'emergenza. Robespierre dovette cedere facendo entrare nel Comitato di salute pubblica gli "hébertisti" Jacques Nicolas Billaud-Varenne e Collot d’Herbois. Ciò spostò maggiormente l'asse del potere verso l'estremismo, ponendo "il Terrore all'ordine del giorno" (5 ottobre), come avevano proposto alcuni giacobini più radicali.
Questo nuovo corso fu confermato, il 17 settembre 1793, dall'approvazione della "legge dei sospetti". Erano considerati sospetti, e quindi passibili di essere arrestati e deferiti al Tribunale rivoluzionario, gli emigrati rientrati, gli ex nobili che non avessero mostrato evidente attaccamento alla Rivoluzione, ma anche coloro che non avevano compiuto "i loro doveri civici" (ossia partecipato alla vita politica) o tutti quelli che si erano mostrati "partigiani dei tiranni o del federalismo e nemici della libertà". Con decreto del Comune del 10 ottobre, si giungeva a definire "sospetti" tutti coloro che avevano accolto con "indifferenza" la Costituzione e coloro che, "non avendo fatto nulla contro la libertà, non hanno comunque fatto niente per essa". Infine, venne decretato che al Comitato di salute pubblica spettasse presentare alla Convenzione i candidati per il rinnovo delle cariche in tutti gli altri comitati della Convenzione. Così si sanciva la preminenza del "Grande Comitato" su tutti gli altri e quindi, di fatto, una dittatura dei suoi 12 membri sul governo della Francia.

### I grandi processi

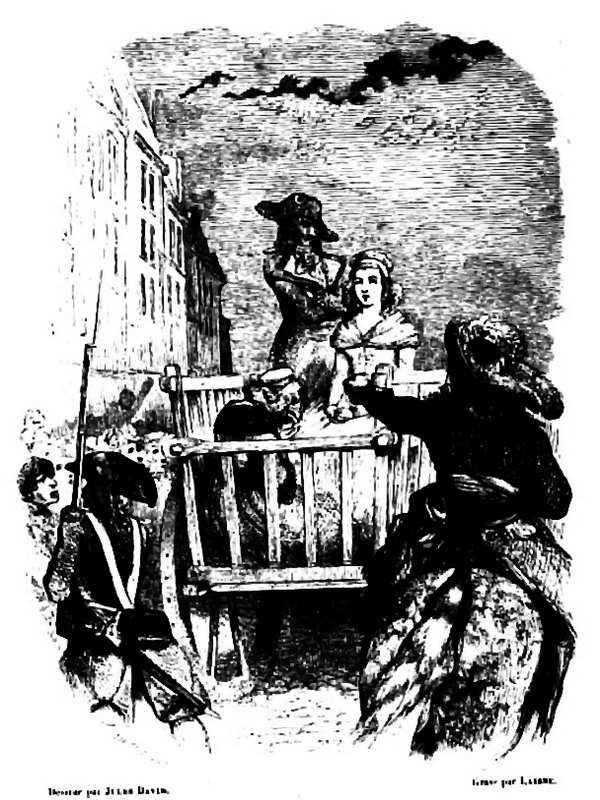
Maria Antonietta viene portata al patibolo in un'incisione del 1846

Il 1º agosto 1793 Maria Antonietta fu rinviata al Tribunale rivoluzionario. L'ex regina rimase nella prigione del Tempio fino al 2 agosto 1793, data in cui fu trasferita alla Conciergerie, la prigione dove venivano stipati tutti coloro che erano in attesa di processo. Il processo si aprì il 14 ottobre e fu molto rapido, anche se le accuse infamanti avanzate da Hébert, che voleva dimostrare come l'ex regina avesse iniziato il Delfino a pratiche sessuali incestuose, vennero fatte cadere. Il 16 ottobre venne giustiziata. I quadri monarchici vennero ulteriormente falcidiati dall'esecuzione del duca d'Orléans, Filippo Égalité, a novembre, e della contessa Du Barry a dicembre.
Il 3 ottobre vennero rinviati a giudizio i deputati girondini, o "brissottini", in quanto legati al loro leader Jacques Pierre Brissot. Dopo l'epurazione dei capi in seguito alle giornate del 31 maggio e del 2 giugno, era seguita quella di oltre cento deputati, alcuni dei quali fuggirono, mentre 73 vennero poi graziati dall'intervento di Robespierre, che frenò gli impeti dei sanculotti. I 22 leader, tra cui Brissot, vennero giustiziati il 1º ottobre 1793, Madame Roland poco dopo, spingendo il marito, l'ex ministro dell'interno Jean-Marie Roland al suicidio, mentre l'ex sindaco Pétion e François Buzot, errabondi, si suicidarono nel giugno 1794.
A novembre vennero giustiziati i leader monarchici del partito fogliante: Jean Sylvain Bailly, ex sindaco, giudicato colpevole del massacro del Campo di Marte nel 1791; Antoine Barnave, Duport-Dutertre.

### Le vittorie militari e la repressione interna
Le disfatte militari avevano lasciato indifesa Parigi. In una settimana era possibile, per le truppe austro-prussiane, giungere nella capitale. Fu solo perché Pitt aveva ordinato a Coburgo di conquistare Dunkerque, come testa di ponte per lo sbarco degli inglesi sul continente, che l'invasione della capitale venne sventata. L'inondazione delle campagne per opera del comandante di Bergues rallentò le operazioni, permettendo al generale Jean-Baptiste Jourdan di portare rinforzi su Dunkerque e, nella battaglia di Hondschoote (6-8 settembre), i francesi ottennero una prima vittoria dopo molti mesi.
Il Comitato di salute pubblica epurò i generali sospetti dagli stati maggiori delle armate del Nord, del Reno e della Mosella. I nuovi capi, rispettivamente Jourdan, Jean-Charles Pichegru e Lazare Hoche, avrebbero presto rivelato i loro talenti militari. Jourdan e Lazare Carnot, membro del Comitato e responsabile della guerra, guidarono l'armata del Nord nella vittoria di Wattignies (15-16 ottobre) contro Coburgo.
Il 9 ottobre, nel frattempo, le truppe repubblicane erano entrate a Lione, soffocandone l'insurrezione. Le truppe vandeane, sconfitte a Cholet il 17 ottobre, ripiegavano. Il Terrore veniva instaurato nelle regioni dell'interno. Jean-Baptiste Carrier, inviato in Vandea, fece annegare nella Loira oltre 3 000 vandeani (è rimasta celebre la sua frase: "Che fiume rivoluzionario, la Loira!") Inviati a Lione, Collot d'Herbois e Joseph Fouché, giudicando troppo lenta la ghigliottina, procedettero a far massacrare a colpi di mitraglia i ribelli, uccidendone oltre 2 000. Parigi decise di cambiare nome alla città, ribattezzandola Ville-Affranchie ("Città affrancata"). Il 19 dicembre cadeva anche Tolone, grazie al piano ideato dall'allora capitano d'artiglieria Napoleone Bonaparte. Venne ribattezzata Port-la-Montagne, in onore del governo della Montagna. Sgominata infine la "Grande armata cattolica e regia" a novembre, per opera dei generali François-Séverin Marceau e Jean-Baptiste Kléber, in Vandea giungeva Louis Marie Turreau con l'incarico di pacificare la regione. Le "colonne infernali" da lui organizzate fecero sparire interi villaggi, provocando un'ecatombe.

### L'ondata di scristianizzazione

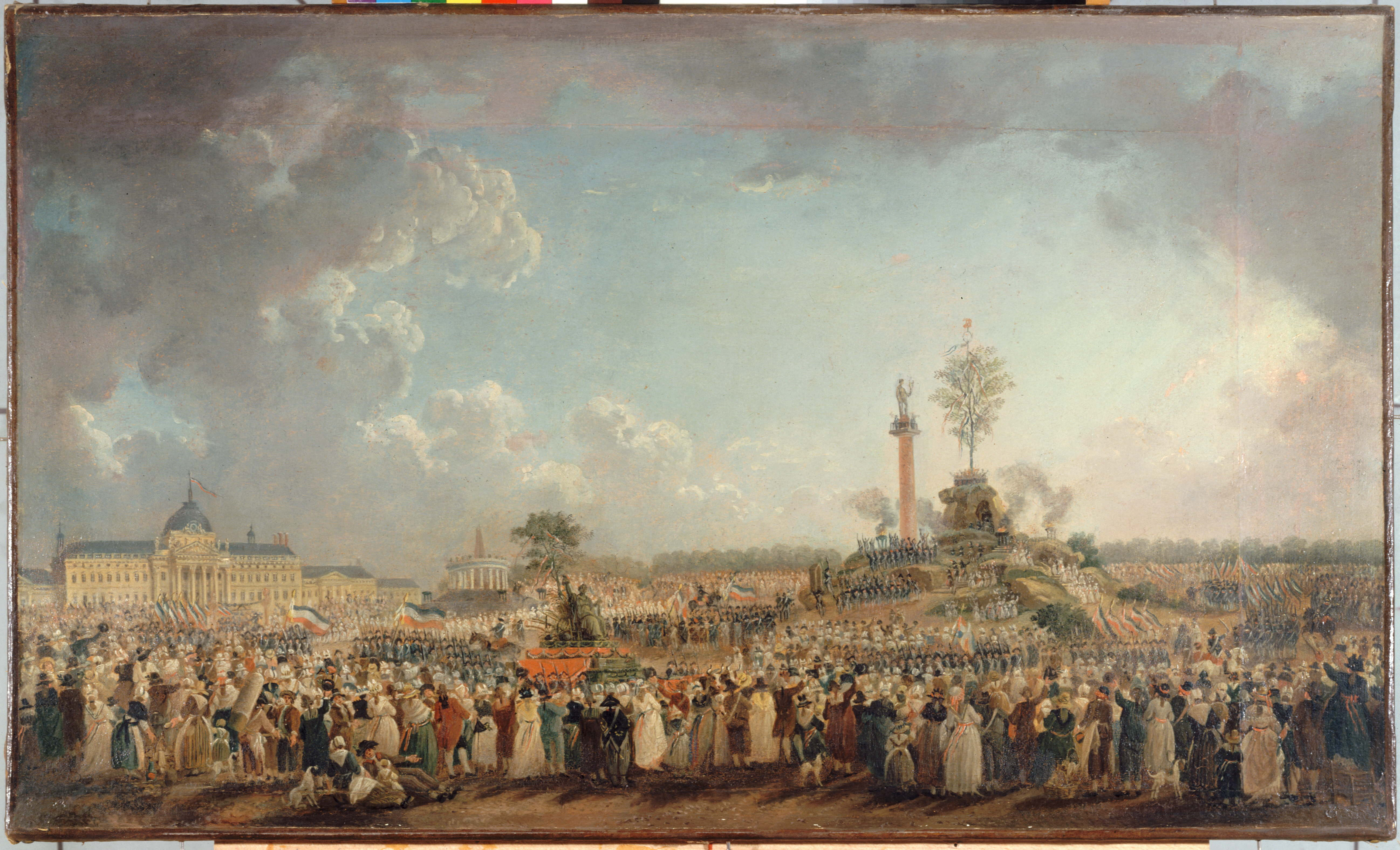
La festa dell'Essere supremo celebrata da Robespierre al Campo di Marte l'8 giugno 1794 in un dipinto di Pierre-Antoine Demachy

Il tentativo di sottomettere il clero cattolico, con la Costituzione civile del clero, era sostanzialmente fallito. Sia i preti "refrattari" (coloro, cioè, che non avevano giurato) sia quelli costituzionali avevano voltato le spalle alla Rivoluzione dopo la caduta della monarchia. Il terreno era fertile per una reazione contro la Chiesa, tanto più che il 6 ottobre 1793 venne approvato il nuovo calendario rivoluzionario, che divideva i mesi in tre decadi, eliminava le feste consacrate e le domeniche, e faceva partire il computo del tempo dal 22 settembre 1792, giorno della proclamazione della Repubblica. A Lione, Fouché aveva perseguitato i preti e fatto sostituire alle croci nel cimitero il motto "La morte è un sonno eterno". A Parigi, a novembre, il vescovo Jean-Baptiste Gobel venne convinto ad abiurare la religione. Il 10 novembre il Comune fece celebrare nella cattedrale di Notre-Dame, trasformata in Tempio della Ragione, una cerimonia per celebrare la Libertà, rappresentata da una giovane fanciulla; i convenzionali vi parteciparono in massa. Robespierre, tuttavia, ostile all'ateismo, e convinto che la scristianizzazione avrebbe soltanto alimentato il fuoco della controrivoluzione, decise di intervenire. In un discorso al club dei giacobini accusò i promotori della scristianizzazione di essere controrivoluzionari sotto mentite spoglie. Danton lo seguì e, il 6 dicembre, venne decretata la libertà di culto, fermando la deriva dell'ateismo di Stato. Robespierre tentò quindi di trovare un compromesso tra le diverse istanze promuovendo il culto dell'Essere Supremo, una versione deistica del cristianesimo.

### Indulgenti e arrabbiati
L'acuirsi del Terrore, con le continue e indiscriminate esecuzioni che ormai colpivano "tutte le fazioni", cominciò a preoccupare numerosi deputati in seno alla Convenzione. Iniziò una campagna per l'indulgenza, che chiedeva di sospendere la pena capitale e abrogare la legge dei sospetti, svuotando le prigioni. Leader di questa campagna fu Danton, rientrato a Parigi dopo un periodo passato in campagna con la moglie, nel corso del quale aveva cercato di allontanarsi dalla politica parigina. Il suo appoggio alla politica di Robespierre contro la scristianizzazione era appunto una manovra per frenare gli eccessi dei radicali e portare il leader giacobino dalla sua. Tuttavia, molti dantonisti erano stati compromessi nello scandalo della Compagnia delle Indie, che riguardava una serie di affari sporchi e di tangenti. Lo stesso Danton poteva esserne implicato. In un primo momento, comunque, Robespierre difese il suo collega, facendo cadere le accuse che gli pendevano sul capo.
Nel frattempo Camille Desmoulins, per dare maggiore eco alla causa degli indulgenti, iniziava a pubblicare un nuovo giornale, "Il Vecchio Cordigliere". Dopo aver portato, sulle colonne del giornale, veementi attacchi agli hébertisti, con lo scopo di epurarli dal Comitato di salute pubblica, Desmoulins prese a scagliarsi contro l'intero sistema del Terrore, denunciando lo strapotere dei comitati. Ciò gli alienò l'amicizia di Robespierre, suo ex compagno di studi. Il leader giacobino decise di rompere con gli indulgenti. 

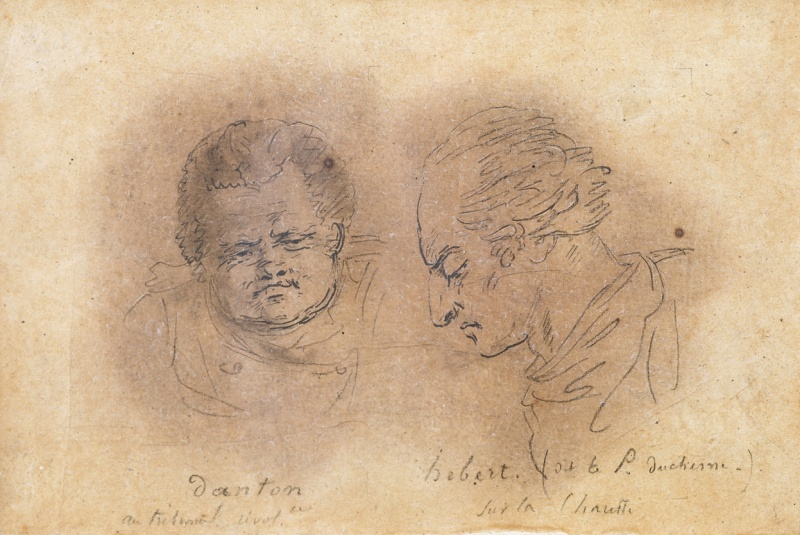
Danton e Hébert in un disegno di Vivant Denon

Gli hébertisti, d'altro canto, avevano reagito agli attacchi degli indulgenti dopo il rientro da Lione di Collot d'Herbois, che si era difeso dalle accuse di eccesso di zelo nella repressione dei rivoltosi. Hébert tentò a quel punto un colpo di mano, organizzando una "giornata" rivoluzionaria per assumere il controllo del Comitato. Tuttavia il Comune rimase freddo e la sollevazione sfumò. Pur nella consapevolezza di dover mantenere l'equidistanza tra indulgenti e arrabbiati, Robespierre decise di colpire questi ultimi e ne fece arrestare i capi. Tra il 21 e il 24 marzo 1794 Hébert e i suoi vennero giudicati e condannati con l'accusa di aver cospirato per organizzare l'insurrezione. Furono tutti ghigliottinati.

#### Il processo a Danton
Sembrò una vittoria per gli indulgenti, che vedevano ora scomparire i loro principali avversari. Desmoulins ne approfittò per raddoppiare i suoi attacchi contro i comitati, sul "Vecchio Cordigliere", e chiedendo a viva voce il rinnovo del Comitato di salute pubblica, ma questo per tutta risposta impose la chiusura del giornale, facendone arrestare lo stampatore. Robespierre sembrò indeciso sulla proposta del collega Billaud-Varenne di far arrestare i capi indulgenti, ma la sera del 30 marzo accettò di firmare il mandato d'arresto per Danton, Jean-François Delacroix, Pierre Philippeaux e Desmoulins, con l'accusa di essere stati, al pari dei loro amici già arrestati, dei "profittatori" arricchitisi con maneggi finanziari e requisizioni in missione (nel caso di Danton, durante la sua missione in Belgio).
Si preparava il braccio di ferro finale tra il Comitato e la Convenzione, la cui maggioranza silenziosa si era ormai allontanata da Robespierre: dal 2 al 5 aprile si tenne il processo di Danton e dei capi degli indulgenti al Tribunale rivoluzionario. Danton in prima persona tentò una coraggiosa difesa del suo operato e di quello dei suoi compagni, ma Saint-Just riuscì a far votare alla Convenzione un decreto che metteva a tacere gli imputati, impedendone la difesa. Vennero tutti condannati a morte.

### Il Grande Terrore
(Affermazione di Couthon il 22 pratile anno II)
Il Comitato di salute pubblica aveva ormai mano libera. Dal 10 giugno al 27 luglio, periodo del cosiddetto "Grande Terrore", furono pronunciate dal Tribunale rivoluzionario 1 285 condanne a morte, i giustiziati furono 1 375, considerando anche le condanne antecedenti. Tutti i processi politici vennero centralizzati a Parigi.
Approfittando della presidenza temporanea della Convenzione, Robespierre presiedette l'8 giugno la festa dell'Essere supremo al Campo di Marte di fronte a decine di migliaia di persone. In quella celebrazione di un nuovo corso morale e religioso, i mormorii contro l'autorità di Robespierre, che sembrava farsi pontefice della Rivoluzione, si sprecarono. Il 10 giugno (22 pratile) venne approvata la legge che regolamentava i nuovi processi: venivano aboliti i difensori, l'interrogatorio preliminare degli accusati, l'obbligo di fornire prove scritte o testimoniali. Sarebbe bastata la sola "prova morale" per condannare un accusato alla ghigliottina.
I nemici della Rivoluzione, secondo la legge, arrivavano a comprendere tutti coloro che avevano corrotto i costumi e la coscienza pubblica, fuorviando il popolo; una definizione che metteva l'intera Francia alla mercé del Tribunale rivoluzionario. I deputati cercarono di opporsi, anche perché la legge prevedeva che anch'essi potessero essere trascinati davanti al Tribunale senza che l'assemblea votasse la loro messa in stato d'accusa. Tuttavia, Robespierre, o meglio Barère, travolse l'opposizione e li convinse a votare a favore.
Il sovraffollamento delle carceri, che ormai accoglievano oltre 8 000 sospetti, fece temere una cospirazione dei prigionieri. Per soffocarla si decise di effettuare una serie di "infornate", dieci tra giugno e luglio, tratte dalle principali prigioni della capitale. Saint-Just definì tutto ciò "orribile ma necessario". Nella proposta originaria l'impatto della legge avrebbe dovuto essere contenuto dai decreti di Ventoso, in cui erano possibili sei gradi di appello. Gli eccessi che portarono alla sua applicazione prematura non devono far dimenticare che, nelle menti di alcuni dei suoi protagonisti, ciò faceva parte di una logica nella riforma in corso della giustizia rivoluzionaria: era infatti previsto che dei comitati popolari, istituiti dai decreti (marzo 1794), avessero l'incarico di giudicare i detenuti e che gradualmente potessero sostituire il Tribunale rivoluzionario, che non essendo più un luogo di dibattito, si sarebbe limitato semplicemente ad avallare le decisioni dei comitati. In realtà lo spirito di questa normativa mal preparata fu immediatamente distorto dai sostenitori del terrore a oltranza (Fouquier-Tinville, Barère, Collot d'Herbois).

### Il 9 termidoro
(Affermazione di Lazare Carnot rivolta a Louis Saint-Just e Maximilien Roberspierre in floreale anno II)
La popolazione francese, esausta per le repressioni, chiedeva un periodo di pace. Questa speranza sembrò concretizzarsi con la vittoria di Jourdan contro le truppe della coalizione a Fleurus, il 26 giugno, che riapriva le porte del Belgio e la riconquista della frontiera naturale sul Reno. Per qualche tempo, forse temendo un attentato, Robespierre non si fece più vedere né al Comitato né alla Convenzione, ma, tramite il suo braccio destro, Saint-Just, aveva chiarito che le vittorie non dovevano essere il preludio a un rilassamento del regime del Terrore.
Ormai, tuttavia, l'opposizione alla sua autorità cresceva. Si verificò un'alleanza d'intenti tra i membri del Comitato di sicurezza generale, stanchi di essere esautorati dal Comitato di salute pubblica; Collot d'Herbois, Barère e Billaud-Varenne, in seno al Comitato di salute pubblica; ed ex rappresentanti in missione quali Jean-Lambert Tallien, Fouché, Stanislas Fréron, Paul Barras (i cosiddetti "proconsoli"), che Robespierre voleva condannare per i loro eccessi durante la repressione, e per le ruberie.

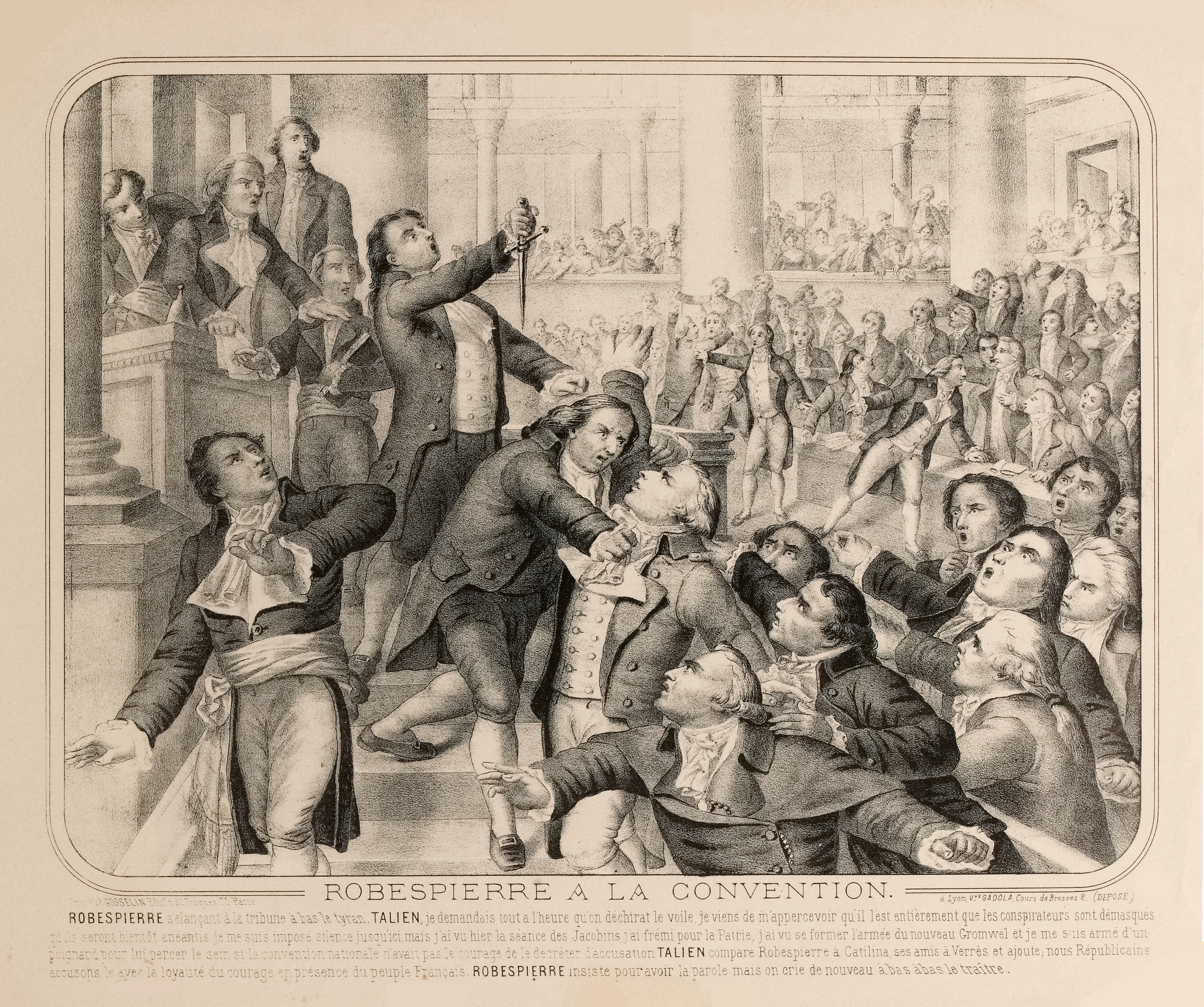
Jean-Lambert Tallien brandisce il pugnale contro Robespierre durante la seduta della Convenzione del 9 Termidoro

Il 26 luglio, Robespierre tornò alla Convenzione per denunciare una grande cospirazione in seno ai comitati e alla Convenzione stessa: sapeva tutto. I cospiratori tremarono, si chiese che fossero fatti i nomi. Robespierre si rifiutò, facendo pendere la minaccia della ghigliottina su tutta l'assemblea. Nella notte, il complotto entrò in azione. L'indomani, 9 termidoro secondo il calendario rivoluzionario, in una drammatica e convulsa seduta, i deputati impedirono a Saint-Just e Robespierre di prendere la parola e pronunciare, come stabilito, l'atto di accusa contro i cospiratori di cui sarebbe stato chiesto l'arresto. Alle urla di "abbasso il tiranno" fece seguito la proposta di mettere in stato d'accusa Robespierre, Saint-Just e Couthon, il "triumvirato" che di fatto reggeva il Comitato di salute pubblica. La proposta venne approvata e i tre condotti in carcere. In serata, tuttavia, il Comune insorgeva e li faceva liberare e rifugiare nell'Hôtel de Ville. Indecisi sul da farsi, Robespierre e i suoi persero tempo prezioso, mentre la Convenzione, affidato a Barras il comando delle truppe, dichiarava gli insorti fuori legge. Le sezioni si dispersero, incapaci di una reale mobilitazione dopo che i loro capi erano stati falcidiati con la caduta degli hébertisti. All'irruzione delle truppe nel Comune, Robespierre tentò di spararsi, ferendosi gravemente, mentre il fratello Augustin si gettava dalla finestra, scampando a sua volta alla morte. Le Bas, loro seguace, si sparò. Saint-Just e Couthon vennero catturati. L'indomani, senza alcun processo, furono ghigliottinati.

#### La reazione termidoriana
Il 28 luglio (10 termidoro) furono bloccate le esecuzioni dei sospetti, sostituite da quelle dei robespierristi. Il 1º agosto la legge del 22 pratile fu revocata; il 5 agosto fu sospesa l'applicazione della legge dei sospetti nei confronti dei presunti cospiratori e la maggioranza dei detenuti durante il Terrore venne rilasciata dalle prigioni. La Convenzione ridusse poi i due Comitati a organi sotto il proprio potere (al Comitato di salute pubblica fu affidato il solo compito di condurre a termine la guerra), e reintegrò 71 deputati girondini proscritti nel giugno 1793.
Il sistema politico instaurato con il Terrore durò ancora qualche mese, come per inerzia. Come primo atto, però, si decise che i comitati sarebbero stati rinnovati di un quarto dei loro membri ogni mese, per impedire il consolidarsi di cricche di potere, e il primo rimpasto portò al governo i "termidoriani", come si definivano i protagonisti del 9 Termidoro. Le esecuzioni vennero usate per fare piazza pulita dei "terroristi", definiti spregiativamente "bevitori di sangue" (tra questi Carrier, mentre Collot d'Herbois e Billaud-Varenne furono deportati nella Guyana francese). Fréron, in particolare, diresse l'azione di una banda di giovani aristocratici (Moscardini) che imperversavano per Parigi allo scopo di colpire i sanculotti più radicali: il cosiddetto "Terrore bianco" aveva lo scopo di annientare la resistenza dei giacobini, il cui club venne chiuso d'autorità il 19 novembre 1794. 
In ottobre fu abrogata la legge dei sospetti. In dicembre veniva abolito il "maximum" sulle derrate, sancendo la fine della politica economica del Terrore.
Ci furono, tuttavia, dei rigurgiti insurrezionali. Il 1º aprile (Insurrezione del 12 germinale anno III) e il 20 maggio 1795 (Insurrezione del 1º pratile anno III), i sanculotti tentarono due nuove "giornate" rivoluzionarie contro la Convenzione, per far approvare nuove misure d'emergenza per gli approvvigionamenti, a causa della fame nuovamente dilagante, protestare contro la deportazione di Barère e dei suoi, e far applicare la Costituzione del 1793, estremamente radicale, votata nel mezzo della crisi politica, la cui esecuzione era stata rimandata all'indomani della pace generale. I deputati però resistettero e non si piegarono alle minacce dei sanculotti. Sempre nello stesso periodo, il tribunale rivoluzionario fu abolito.
Nel frattempo venne discussa e approvata una nuova Costituzione, ideata dal vecchio rivoluzionario Sieyès: il potere legislativo sarebbe stato affidato a due camere, il Consiglio dei Cinquecento e il Consiglio degli Anziani, mentre il potere esecutivo sarebbe stato affidato a cinque direttori, rinnovabili a rotazione. In tal modo si credeva di garantire un equilibrio politico e impedire nuovi tentativi dittatoriali.
I convenzionali fecero votare una legge, il cosiddetto "decreto dei due terzi", che permetteva ai due terzi dei membri della Convenzione di essere rieletti nelle due nuove camere. Ciò provocò la furibonda reazione della destra, il cui consenso elettorale era in crescita. I monarchici parigini risollevarono la testa e la popolazione si sollevò contro la Convenzione il 5 ottobre 1795 (Insurrezione del 13 vendemmiaio anno IV). Barras, posto a capo delle truppe lealiste, affidò al generale Napoleone Bonaparte la repressione dell'insurrezione, che fu brutale. Con lo scioglimento della Convenzione e del Comitato di salute pubblica il 26 ottobre, si apriva l'era del Direttorio, che lo stesso Napoleone avrebbe poi abbattuto nel 1799 spianando la strada all'Impero.

## L'organizzazione del Terrore

### La centralizzazione del Comitato di salute pubblica

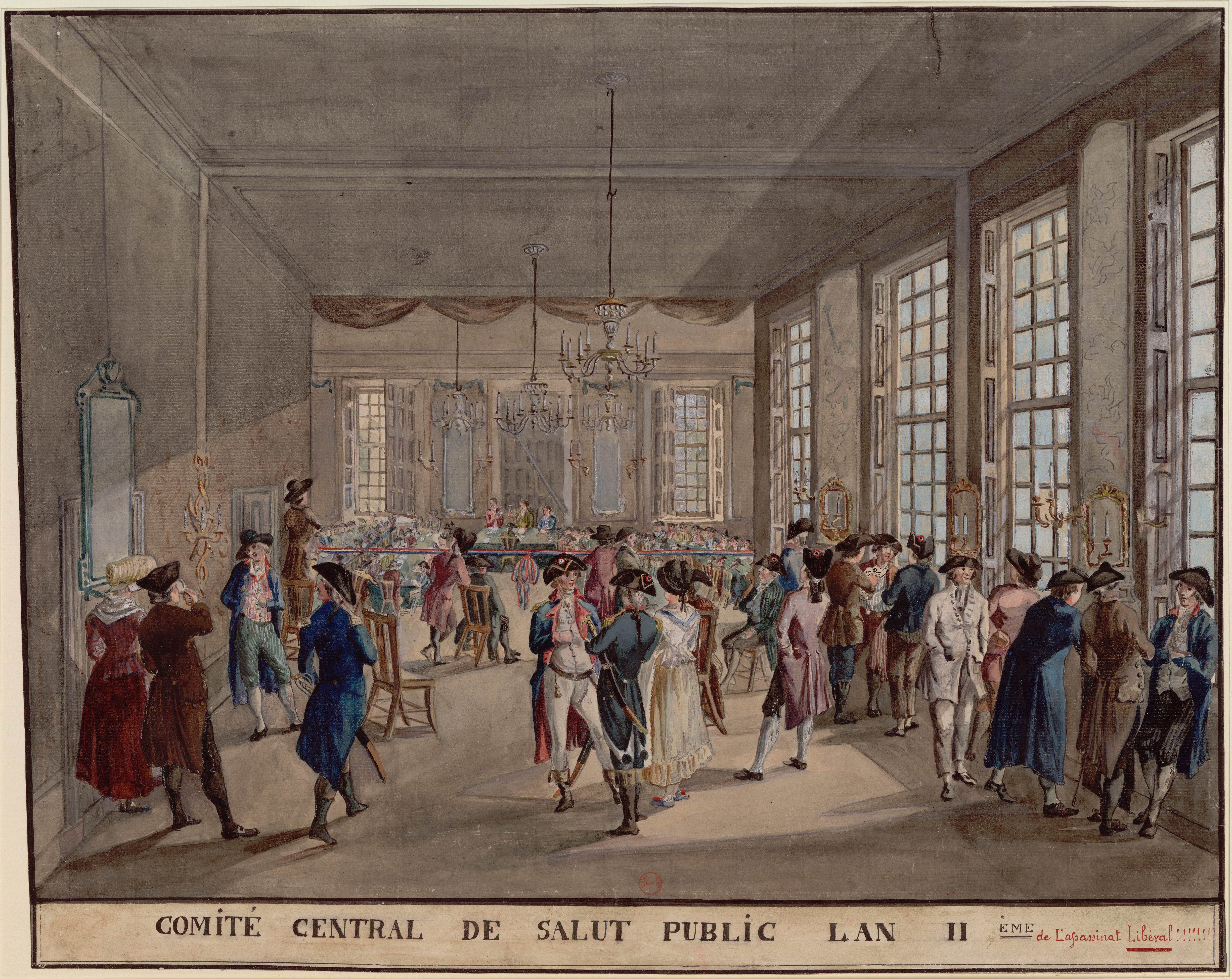
Un'illustrazione della sala delle Tuileries dove si riuniva il Comitato di salute pubblica

Il governo del Terrore fu incardinato intorno al Comitato di salute pubblica, costituito, dopo l'ingresso degli hébertisti nel settembre 1793, da 12 membri (il "Grande comitato"). Il Comitato di salute pubblica, creato il 6 aprile 1793, era composto da membri della Convenzione votati in seno alla stessa assemblea, con l'incarico di stabilire le iniziative di legge per superare la crisi della Repubblica sul fronte interno e su quello esterno. Esso, in teoria, non doveva essere che uno dei ventuno comitati della Convenzione previsti dalla legge; ma in realtà il potere politico era accentrato in due soli di essi, detti "comitati di governo": il Comitato di salute pubblica, appunto, e il Comitato di sicurezza generale, che invece deteneva poteri di polizia politica. Con il rimpasto che portò alla fuoriuscita di Danton dal Comitato e all'ingresso di Robespierre, nel luglio 1793, iniziava il regime del Terrore propriamente detto.
Con il decreto del 14 frimaio anno II (4 dicembre 1793), si stabilì che tutti i corpi istituzionali e i pubblici funzionari fossero posti sotto il controllo del Comitato di salute pubblica. Ciò permise di porre quest'ultimo a capo dell'intero governo della Francia, cosa che già implicitamente era avvenuta con la possibilità concessa al Comitato di salute pubblica di rinnovare le cariche di tutti gli altri comitati, tra cui quello di sicurezza generale – sancendo di fatto la fine della loro equiparazione – e di spiccare autonomamente mandati d'arresto, arrogandosi così anche poteri di polizia. Dal 1º aprile 1794, i ministeri furono aboliti e vennero istituite dodici Commissioni esecutive sotto il diretto controllo del Comitato, i cui membri erano nominati dalla Convenzione su proposta dei membri del Comitato stesso. Tra queste spiccavano la commissione per le armi e polveri, che dirigeva lo sforzo di fabbricazione delle armi, e la commissione alla sussistenza, che dirigeva la politica economica. Alle commissioni si affiancavano particolari uffici, come l'Ufficio di polizia controllato da Saint-Just e l'Ufficio topografico, vero e proprio "ministero della guerra", controllato da Carnot tramite il futuro ministro della guerra Clarke.
Per controllare l'intera Francia, il decreto del 14 frimaio stabiliva che ogni dieci giorni ciascun distretto dipartimentale dovesse rendicontare il proprio operato al Comitato, attraverso gli "agenti nazionali", che sostituivano i procuratori e i sindaci. In ciascun comune venivano istituiti i Comitati di sorveglianza rivoluzionaria, composti da dodici membri, con poteri di polizia. Essi rilasciavano i certificati di civismo, compilavano liste dei sospetti e arrestavano tutti coloro che erano considerati nemici della Rivoluzione. Ogni due giorni dovevano rapportare al Comitato di sicurezza generale. Il 9 aprile 1793 un apposito decreto istituì la figura dei "rappresentanti in missione", in numero di tre per ciascuna armata della Repubblica. Dotati di ampi poteri sul controllo delle attività militari, potevano far arrestare i generali ed erano di fatto considerati i "proconsoli" della Repubblica. Il loro enorme potere portò il Comitato di salute pubblica a revocarli nella primavera del 1794, mettendo sotto inchiesta diversi di loro.

### Il Tribunale rivoluzionario

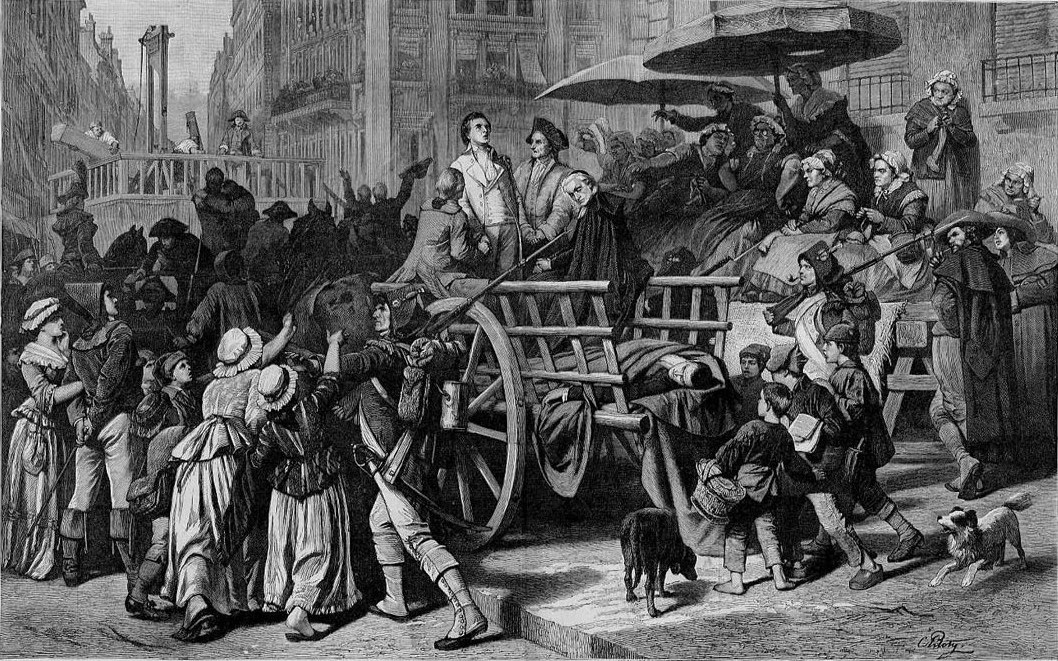
Una carretta di condannati al patibolo durante il Terrore

All'indomani della giornata del 10 agosto 1792, il Comune di Parigi chiese l'istituzione di un Tribunale criminale straordinario per giudicare coloro che si erano macchiati dell'eccidio dei sanculotti nel corso dell'assalto alle Tuileries. Istituito con molta riluttanza dall'Assemblea legislativa il 17 agosto, il Tribunale fu sciolto il 29 novembre, non prima che la giustizia sommaria consentisse i massacri di settembre. La perdita di potere da parte dei girondini, che si erano opposti alla giustizia rivoluzionaria, permise l'istituzione, il 10 marzo 1793, del Tribunale rivoluzionario, su proposta di Danton. Secondo la normativa che ne regolamentava l'attività, al Tribunale spettava di giudicare "ogni iniziativa controrivoluzionaria, ogni attentato contro la libertà, l'eguaglianza, l'unità, l'indivisibilità della Repubblica, la sicurezza interna ed esterna dello Stato e tutti i complotti tendenti a restaurare la monarchia". Le sentenze non erano appellabili. I giudici e i giurati erano nominati dalla Convenzione. Simili tribunali rivoluzionari furono istituiti in ciascun dipartimento. Per alcune tipologie di rei, come i ribelli sorpresi con le armi alla mano, gli emigrati rientrati, gli individui messi fuori legge, si procedeva direttamente con la constatazione dell'identità e la condanna a morte, senza processo (fu il caso di Robespierre e dei suoi, in quanto messi fuori legge). Pubblico accusatore del Tribunale rivoluzionario di Parigi era Antoine Quentin Fouquier-Tinville, presidente venne nominato Martial Herman. Per accelerare i processi, il Tribunale venne diviso in quattro sezioni, due delle quali in grado di funzionare simultaneamente. Con la legge del 22 pratile, furono aboliti l'interrogatorio preventivo, la difesa degli accusati, la necessità di fornire prove materiali, la carcerazione come pena: le sentenze potevano essere solo assolutorie o di condanna a morte.

### La Costituzione dell'anno I e la democrazia sociale
Durante il periodo del Terrore si visse una fase di vuoto legislativo per quel che concerneva la legge costituzionale. La Costituzione del 1791 era di fatto sospesa, essendo una costituzione monarchica superata dai fatti; venne mantenuta formalmente in vigore, integrata dalle nuove leggi approvate dalla Convenzione, che avevano valore costituente e, come tali, abrogavano le norme antecedenti della Costituzione. Il comitato costituzionale, eletto il 25 settembre 1792, era controllato dai girondini, e i suoi lavori non avanzarono per interi mesi. Solo il 15 febbraio 1793 Nicolas de Condorcet presentò all'assemblea il primo impianto della bozza costituzionale. Esso prevedeva di dividere l'esecutivo dal legislativo, con i ministri eletti direttamente dal popolo e rinnovati a rotazione ogni anno, e l'assemblea legislativa rinnovata per intero ogni anno. Venivano rafforzate le istituzioni locali, favorendo il decentramento caro ai girondini per ridurre il centralismo di Parigi. 

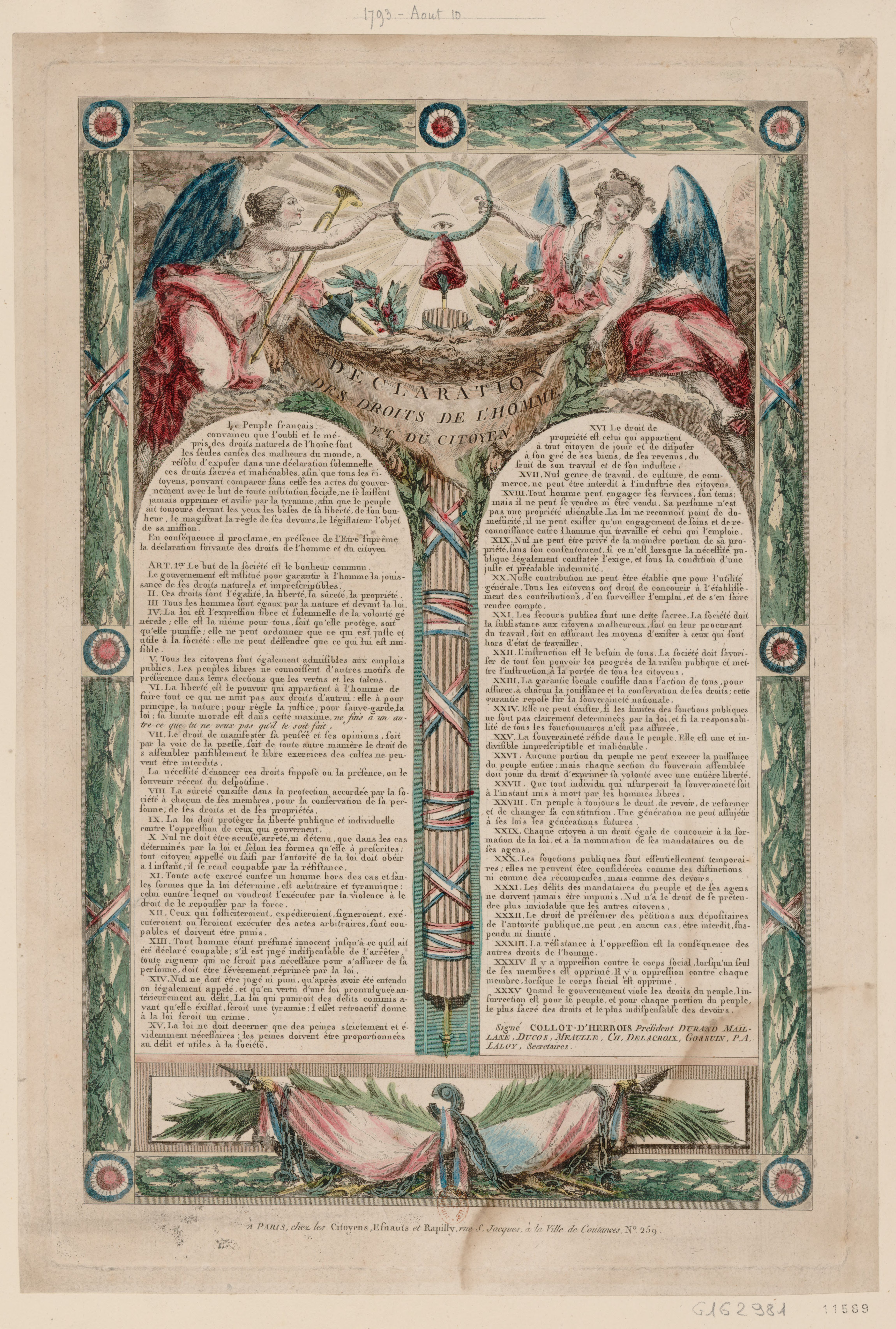
La Dichiarazione dei diritti dell'uomo e del cittadino del 1793, in apertura della Costituzione dell'anno I

La caduta della Gironda affossò subito questo progetto. I montagnardi avviarono nuovi lavori a partire dal giugno 1793, ed elaborarono la nuova Costituzione in gran fretta, nel mezzo dei pericoli che minacciavano la Francia e un clima di grande caos politico. L'impatto di questi avvenimenti sul testo costituzionale era evidente. Vi si sanciva il diritto all'insurrezione, sorta di giustificazione retrospettiva del 10 agosto e del 2 giugno; si poneva l'assemblea legislativa al centro del sistema politico, con i deputati eletti a maggioranza assoluta e a scrutinio uninominale e diretto per ciascuna circoscrizione, composta da almeno 40 000 elettori; i ministri, in numero di 24, sarebbero stati scelti dall'assemblea da un elenco di 83 candidati eletti uno per ciascun dipartimento dai corpi elettorali (misura che avrebbe permesso all'assemblea di escludere i dipartimenti rimasti fedeli ai girondini).
La Costituzione dell'anno I, adottata il 24 giugno 1793, non entrò mai in vigore. Con un gesto simbolico, il testo venne rinchiuso in un'arca di cedro posta nell'aula della Convenzione. Ciò dipendeva dal fatto che, come era stato stabilito su proposta di Saint-Just il 10 ottobre 1793, il governo doveva rimanere "rivoluzionario fino alla pace"; solo in seguito si sarebbe proceduto allo scioglimento dei comitati e della Convenzione e al loro rinnovo. Faro delle insurrezioni dell'anno III (al grido di "pane e Costituzione dell'anno I", i sanculotti cercarono di rovesciare la Convenzione termidoriana), fu scalzata dalla Costituzione direttoriale adottata nel 1795.
Diverse disposizioni di democrazia sociale vennero nondimeno adottate dalla Convenzione e fatte subito entrare in vigore. Tra queste, la suddivisione egualitaria della successione, che eliminava i maggiorascati e sanciva l'uguaglianza tra gli eredi, compresi i figli naturali; la suddivisione in piccoli lotti dei beni nazionali, per favorire l'acquisizione di nuove proprietà da parte del proletariato e della piccola borghesia, base sociale del Terrore; la confisca delle proprietà dei sospetti e la loro distribuzione ai patrioti indigenti (che però non fu applicata); l'istituzione dell'insegnamento primario pubblico e gratuito; gli assegni assistenziali per le persone anziane sopra i sessant'anni nelle campagne e nei villaggi.

### La politica economica del Terrore
A dividere radicalmente girondini e montagnardi era la questione delle misure da intraprendere per porre un freno alla crisi economica e al rincaro del prezzo del pane e di altre derrate. I girondini restavano legati al liberismo, e mal sopportavano le richieste di dirigismo che provenivano dai capi sanculotti, che trovavano espressione nei discorsi di diversi esponenti giacobini. La loro caduta aprì la strada a una serie di radicali misure economiche che caratterizzarono il periodo del Terrore. L'11 aprile 1793 fu decretato il corso forzoso dell'assegnato, punendo drasticamente coloro che rifiutavano di accettare gli assegnati come metodo di pagamento, nella speranza di frenare il loro deprezzamento e la spirale dell'inflazione. In maggio venne approvato il prestito forzoso di un miliardo, che si applicava in misura progressiva a partire da redditi di 1 000 lire per i celibi e 1 500 lire per i coniugati. 

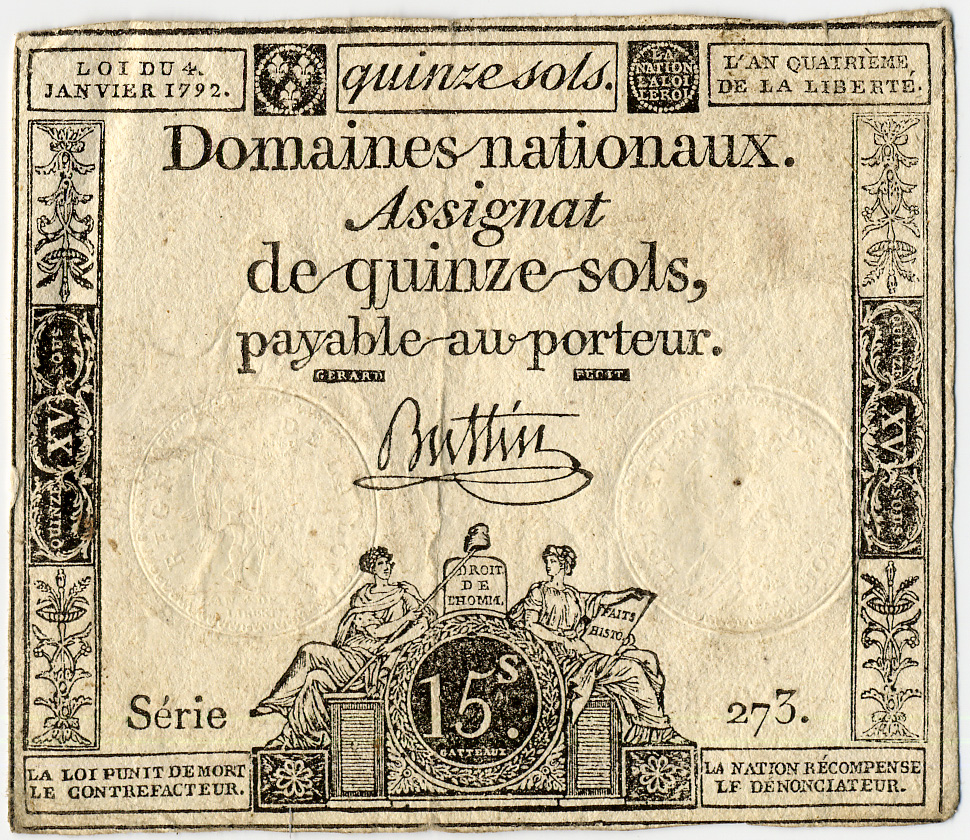
Un assegnato del periodo repubblicano. Il loro valore crollò all'indomani del 9 termidoro.

In una prima concessione agli "arrabbiati", il 4 maggio 1793 la Convenzione istituì un primo "maximum", ossia un calmieramento, dei cereali e della farina, che servì a migliorare le condizioni a Parigi ma che rimase inapplicato nel resto della Francia. Ad aumentare furono, nei mesi successivi, soprattutto i prezzi della carne, dello zucchero, del sapone, della cera per le candele. Il 26 luglio 1793, su pressione di Jacques Roux, la Convenzione adottò la legge contro gli accaparratori, minacciando di morte tutti i commercianti che non avessero presentato la dichiarazione delle loro scorte di beni di prima necessità. Ciò non frenò l'aumento dei prezzi. Le agitazioni popolari a Parigi agli inizi del settembre 1793 costrinsero la Convenzione a votare la legge del maximum generale il 29 settembre, stabilendo che tutti i generi di prima necessità e le materie prime fossero vincolate al prezzo medio del 1790 aumentato di un terzo, mentre i salari vennero legati al prezzo medio del 1790 aumentato di metà. Vennero distribuite le tessere per il razionamento del pane a Parigi e stabilite ispezioni ai magazzini per l'applicazione della legge sugli accaparramenti. La commissione per le sussistenze in seno al Comitato di salute pubblica, istituita il 22 ottobre 1793 (dall'aprile 1794 ribattezzata "commissione per il commercio e l'approvvigionamento", raggiungendo i 500 impiegati) doveva dirigere l'enorme sforzo della politica economica del Terrore. Nelle campagne e nei villaggi aumentarono le requisizioni, necessarie per rifornire l'esercito di ciò di cui aveva bisogno; le campane delle chiese venivano fuse per ottenere bronzo da usare nella fabbricazione delle armi.
La politica economica del Terrore venne gradualmente abbandonata dopo il 9 termidoro. Le violazioni del maximum, ormai diffusissime, erano già tollerate dal Comitato di salute pubblica dalla primavera 1794, con l'eccezione del pane. Il decreto fu abolito il 24 dicembre. La nazionalizzazione delle fabbriche di guerra e del commercio estero fu abbandonata. Ciò tuttavia alimentò una crisi dell'economia e degli approvvigionamenti che scatenò le insurrezioni popolari del 1795 e inimicò ai francesi la nuova classe dirigente termidoriana.

## Dibattito storiografico
In quanto fase storica tra le più importanti e problematiche della Rivoluzione francese, il Terrore è stato oggetto di numerose interpretazioni dei principali storici della Rivoluzione, che hanno cercato di analizzarne cause e motivazioni.

### L'interpretazione classica: la tesi delle circostanze
L'interpretazione classica del Terrore è quella definita da François Furet la "tesi delle circostanze", secondo la quale la dittatura di salute pubblica fu il prodotto contingente della profonda crisi in cui versava la Repubblica nel 1793 e dei rischi della controrivoluzione sia all'esterno sia all'interno. Questa tesi fu sostenuta fin dall'indomani del 9 termidoro dagli stessi "termidoriani", interessati a giustificare il loro ruolo avuto nel regime, ed è ancora quella maggiormente divulgata nei manuali scolastici.
Tale tesi fu sostenuta da Adolphe Thiers nella sua Storia della rivoluzione francese (1835-1839): il Terrore sarebbe stato un male necessario, inevitabile per il percorso logicamente consequenziale della Rivoluzione; fu ripresa analogamente da François-Auguste Mignet, collega di Thiers: le loro tesi sono state definite da Albert Soboul come appartenenti a una "scuola fatalista", legate cioè a un'idea di fatalità storica del processo rivoluzionario. 

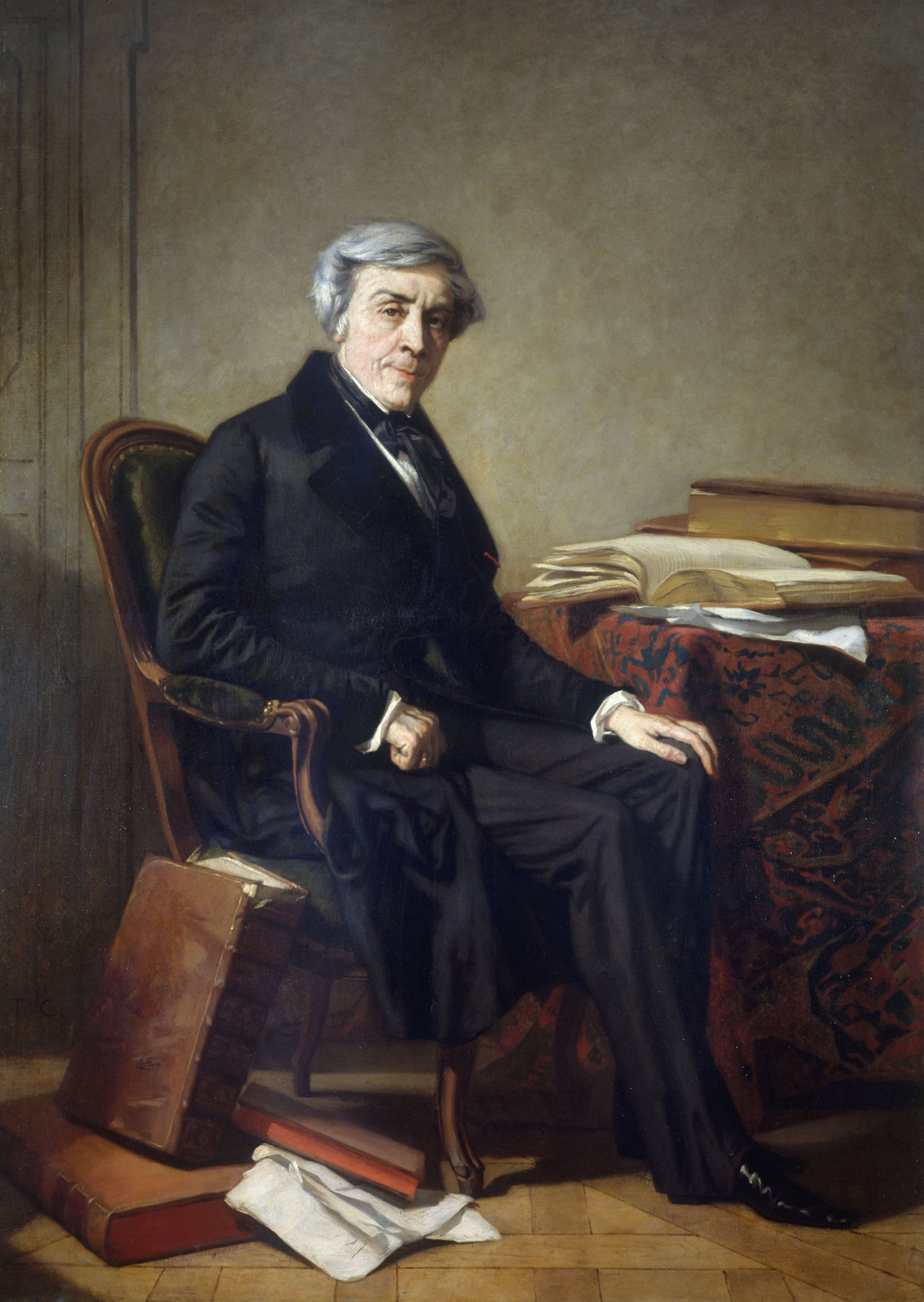
Jules Michelet ritratto da Thomas Couture

Jules Michelet, nella sua Storia della rivoluzione francese (1847-1853), sostenne che il Terrore fu possibile perché il ruolo del popolo, nel periodo 1793-94, venne meno, considerando la scarsa partecipazione popolare ai dibattiti politici nelle sezioni; l'assopimento delle coscienze popolari permise l'ascesa dell'oligarchia rappresentata dal Comitato di salute pubblica. Il Terrore, dunque, sostituì alla sovranità del popolo la dittatura. Sulla stessa scia Edgar Quinet, che subì l'influenza contemporanea di Michelet, per il quale il Terrore rappresentò il ritorno, in Francia, dell'antico assolutismo: la tesi delle circostanze, utilizzata dagli stessi "terroristi", non fu che il recupero della vecchia ragion di Stato, e Robespierre, ne La Rivoluzione (1865) di Quinet, è assimilato a Richelieu.
La critica alla tesi delle circostanze è più o meno contemporanea alla tesi stessa e può essere fatta risalire a Benjamin Constant: nel suo Gli effetti del Terrore (1797), tra i primi il filosofo dimostrava come i successi della Rivoluzione nel 1794 si fossero verificati "nonostante" il Terrore e non grazie a esso, dal momento che con la vittoria di Fleurus la minaccia controrivoluzionaria era allontanata e ciò nonostante si assisté in quel periodo all'acme del Terrore. Esso fu piuttosto, a suo dire, il prodotto di un'eccessiva sovranità affidata dai rivoluzionari al popolo; da qui l'importanza della democrazia rappresentativa che Constant, liberale, sostenne nella sua filosofia politica, in opposizione alle tesi di Jean-Jacques Rousseau.

### Filosofia di Rousseau e Terrore
Sul ruolo delle teorie di Rousseau nell'affermazione del Terrore (è noto che la Rivoluzione tributò grande rispetto al filosofo ginevrino, e più di tutti Robespierre, che forse l'aveva conosciuto) si concentrò anche Hegel nel capitolo "La libertà assoluta e il Terrore" del suo Fenomenologia dello spirito (1807). Il filosofo tedesco sostenne che il Terrore recepì la teoria di Rousseau sulla necessità, da parte delle volontà particolari, di identificarsi sempre con la volontà generale: in tal senso la Rivoluzione rese impossibile conservare un governo stabile, poiché ciascun governo, proprio in quanto per sua natura detentore di interessi particolari, si trasforma sempre in una semplice "fazione", divenendo inviso alla volontà generale. Il Terrore non poteva allora che sfociare nell'anarchia, per la sua connaturata furia disgregante contro ogni istituzione o corpo politico.
Com'è noto, è stata Hannah Arendt a spingere maggiormente sull'analisi del ruolo delle tesi di Rousseau nella costruzione dell'ideologia totalitaria del XX secolo, che per la filosofa ebbe nel Terrore giacobino la sua prima manifestazione. Tesi, questa, fortemente influenzata dagli avvenimenti storici contemporanei e non a caso ripresa, in piena guerra fredda, dallo storico israeliano Jacob Talmon, che in The Origin of Totalitarian Democracy (1951) evidenziava le continuità tra giacobinismo e totalitarismo marxista.

### L'interpretazione socialista: le due rivoluzioni
A partire dalla seconda metà del XIX secolo, si afferma una nuova interpretazione, di stampo socialista, sia della Rivoluzione francese sia del periodo del Terrore. In questo senso si consolida la tesi delle "due rivoluzioni", secondo la quale a una rivoluzione sostanzialmente borghese e liberale, quella del 1789, ne seguì una di stampo popolare o "proletario", la rivoluzione del 1793. Così Jean Jaurès, nella sua Storia socialista della Rivoluzione francese (1901-1908), che difendeva il Terrore come unico mezzo per assicurare l'unità del paese, ripugnante ma legittimato dal supremo intesse della Rivoluzione; tuttavia, Jaurès ammetteva che, in seguito alla caduta di Danton, che si era fatto rappresentante di intenti controrivoluzionari, il Terrore non era più necessario.

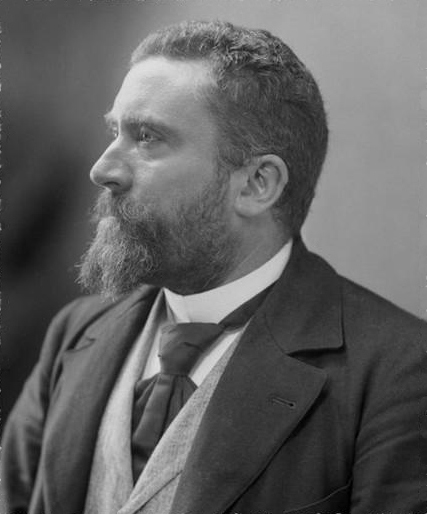
Jean Jaurès

Karl Marx appoggiava questa tesi, sostenendo che il 1793 fu l'apogeo del processo di emancipazione del cittadino iniziato con la Rivoluzione, ma non fu che una parentesi, dal momento che Termidoro si affrettò a mostrare il vero volto della rivoluzione borghese. In tal senso, per Marx protagonisti positivi del Terrore furono i sanculotti, laddove Robespierre e Saint-Just, nell'illusione di restaurare la Repubblica romana o persino spartana, non fecero altro che "consacrare l'ineguaglianza della società borghese".
Secondo Furet, l'interpretazione socialista ha permesso, nel XX secolo, la rivalutazione dell'esperienza del Terrore, depurandola della "leggenda nera" affibbiatale dagli storici liberali del XIX secolo. Ciò avvenne "all'ombra dell'esempio sovietico". La Rivoluzione bolscevica, infatti, parve agli storici francesi socialisti la vittoria tardiva della Rivoluzione francese nella sua manifestazione più radicale, quella del 1793 appunto. Così soprattutto nell'interpretazione di Albert Mathiez, che mise in parallelo rivoluzione giacobina e bolscevica, e per il quale il Terrore fu l'anticipazione del socialismo e Robespierre il vero eroe della Rivoluzione, l'unico ad avere come obiettivo l'instaurazione della fratellanza. Tesi in parte ripresa da Georges Lefebvre, che però ridimensionava il ruolo di Robespierre e sottolineava quello giocato dalle masse popolari.
Albert Soboul, forse il più importante studioso marxista della Rivoluzione, giunse a distinguere tra giacobinismo e "robespierrismo": Robespierre e Saint-Just miravano a una rivoluzione sociale e morale, impossibile tuttavia da affermare in un momento in cui la Rivoluzione giungeva a sancire "il dominio borghese e l'egoismo individualistico". Il Terrore, per Soboul, riuscì comunque a ottenere evidenti successi sul fronte interno ed esterno che il Direttorio fece sfumare, e completò la centralizzazione della Francia iniziata con l'abolizione dei particolarismi feudali nel 1789, aprendo la strada al moderno nazionalismo.

### Interpretazioni contemporanee: il ruolo dell'ideologia
Le tesi più recenti sul Terrore, depurate dagli eccessi dell'analisi marxista, prendono le mosse dalla riscoperta del pensiero di Augustin Cochin, che enfatizzava il ruolo delle ideologie, e definiva il Terrore come una sorta di "teocrazia politica". Tale riscoperta, favorita dal libro Critica della rivoluzione francese (1978) di Furet, ha permesso di rimettere al centro del dibattito sul Terrore il ruolo della mentalità rivoluzionaria e della politica. Per Furet, il Terrore rappresentò il primato della politica ("la politica può tutto") e della sovranità popolare, e trovò giustificazione in un'autentica volontà di rigenerazione dell'uomo.
Analogamente, Michel Vovelle spiega il Terrore come il prodotto di una mentalità che aspirava a cambiare radicalmente il mondo, in una chiave quasi religiosa. Il 1794, in particolare, sancì il passaggio dalla rivoluzione sociale a quella morale: con il Terrore, l'ideologia finì per coincidere con la politica, e tutta l'azione politica trovava giustificazione nel discorso ideologico di Robespierre.
Patrice Gueniffey, in quella che è oggi la più recente discussione sul Terrore rivoluzionario, ritiene che esso fu principalmente il prodotto di una "rappresentazione della realtà" particolare, non corrispondente alla realtà fattuale. Le circostanze storiche giustificarono il Terrore, a suo dire, ma fu l'interpretazione soggettiva delle circostanze a spiegare la risposta sovradimensionata del Terrore: i rivoluzionari avevano, cioè, una percezione ingigantita dei pericoli che minacciavano la Repubblica, e agirono di conseguenza. Per tale motivo è difficile ricostruire fino in fondo le ragioni del Terrore, perché esse furono legate a "passioni collettive" che non è possibile ricostruire compiutamente a posteriori. Concordando con Furet, Gueniffey sostiene che tutta la storia della Rivoluzione fu costellata da episodi di terrore (per esempio "la Grande Paura" del 1789), pertanto il Terrore fu "il prodotto della dinamica propria a ogni rivoluzione", costellata da episodi di violenza ideologica. Infine, Gueniffey enfatizza la distinzione tra Terrore e robespierrismo, sostenendo, con Cochin, che Robespierre spinse il discorso rivoluzionario fino alla "ideocrazia", cioè a una superiorità dell'ideologia sulla politica, che però lo lasciò isolato e ne favorì la caduta.

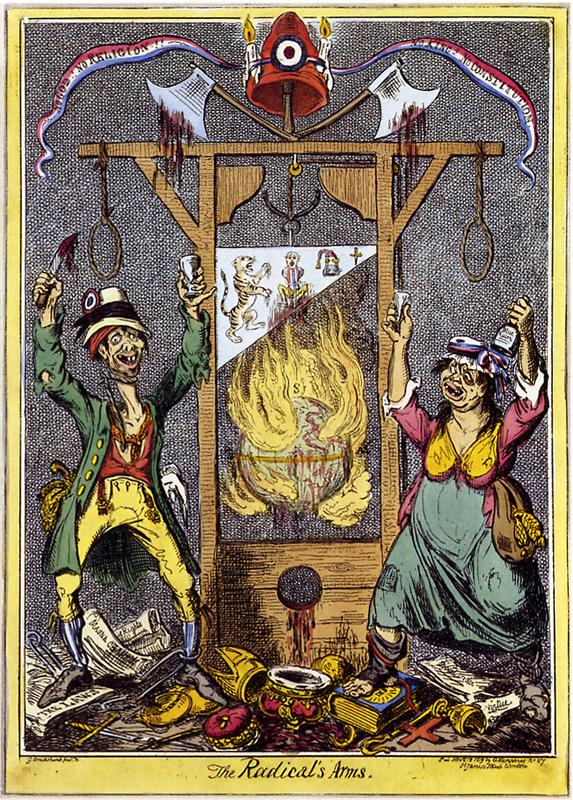
La ghigliottina, simbolo del regime del Terrore giacobino, in una caricatura inglese

## Vittime del Terrore
(Michel Foucault, Sicurezza, territorio, popolazione, tr. it. p. 150)
Lo studio più preciso sul numero complessivo di vittime del Terrore è quello di Donald Greer, ripreso da quasi tutti gli storici moderni della Rivoluzione e basato sulle sentenze di condanne a morte emesse in Francia nel periodo del Terrore: Greer calcola 16 594 sentenze di condanne a morte emesse ed eseguite dal Tribunale rivoluzionario e da altre corti di giustizia rivoluzionaria, per un totale di circa 17 000 morti attraverso la ghigliottina. A questi vanno aggiunte le vittime delle numerose esecuzioni senza sentenza, soprattutto nel corso delle repressioni di Lione e Tolone, e le vittime di guerra, che porterebbero il totale a 35 000-40 000 morti.
Ben più alto il numero di sospetti arrestati. Le cifre in questo caso variano molto: Soboul calcola un minimo di 100 000, Mathiez arriva a 300 000. Jacques Godechot in tempi più recenti ha rivisto questa cifra al rialzo, tra 300 000 e 500 000.
Tutte queste cifre non tengono conto delle vittime della guerra di Vandea, che gli storici concordano aver rappresentato la pagina più sanguinosa del Terrore. Data la forte sensibilità del tema nella storiografia francese contemporanea, sulle vittime della Vandea i numeri variano molto: da un minimo di 150 000 secondo Reynald Secher fino a 300 000 morti secondo Anne Bernet.
Tra le vittime più note del Terrore, colpite dalle sentenze del Tribunale rivoluzionario, vanno ricordati:
- 17 luglio 1793: Charlotte Corday, che uccise Marat
- 16 ottobre 1793: Maria Antonietta d'Asburgo Lorena
- 31 ottobre 1793: Jacques Pierre Brissot
- 3 novembre 1793: Olympe de Gouges
- 6 novembre 1793: il duca d'Orléans Luigi Filippo, che aveva votato in precedenza per la morte del re
- 8 novembre 1793: Marie-Jeanne Roland de la Platière
- 12 novembre 1793: Jean Sylvain Bailly
- 29 novembre 1793: Antoine Barnave
- 8 dicembre 1793: Marie-Jeanne Bécu, contessa Du Barry
- 27 gennaio 1794: Antoine-Philippe de La Trémoille de Talmont
- 24 marzo 1794: Jacques-René Hébert
- 5 aprile 1794: Camille Desmoulins, Marie-Jean Hérault de Séchelles, Georges Jacques Danton
- 13 aprile 1794: Lucile Duplessis, moglie di Camille Desmoulins.
- 8 maggio 1794: Antoine Lavoisier
- 10 maggio 1794: Elisabetta di Borbone, sorella minore del re
- 17 luglio 1794: le Martiri di Compiègne, sedici monache giustiziate per aver rifiutato di rinunciare al loro voto monastico
- 23 luglio 1794: Alexandre de Beauharnais, primo marito della futura imperatrice Giuseppina, Federico III di Salm-Kyrburg
- 25 luglio 1794: André Chénier
- 27 luglio 1794: Anne d'Arpajon
- 28 luglio 1794: Maximilien de Robespierre, Louis Antoine de Saint-Just, Georges Couthon, Augustin de Robespierre.

## Responsabili principali del Regime del Terrore

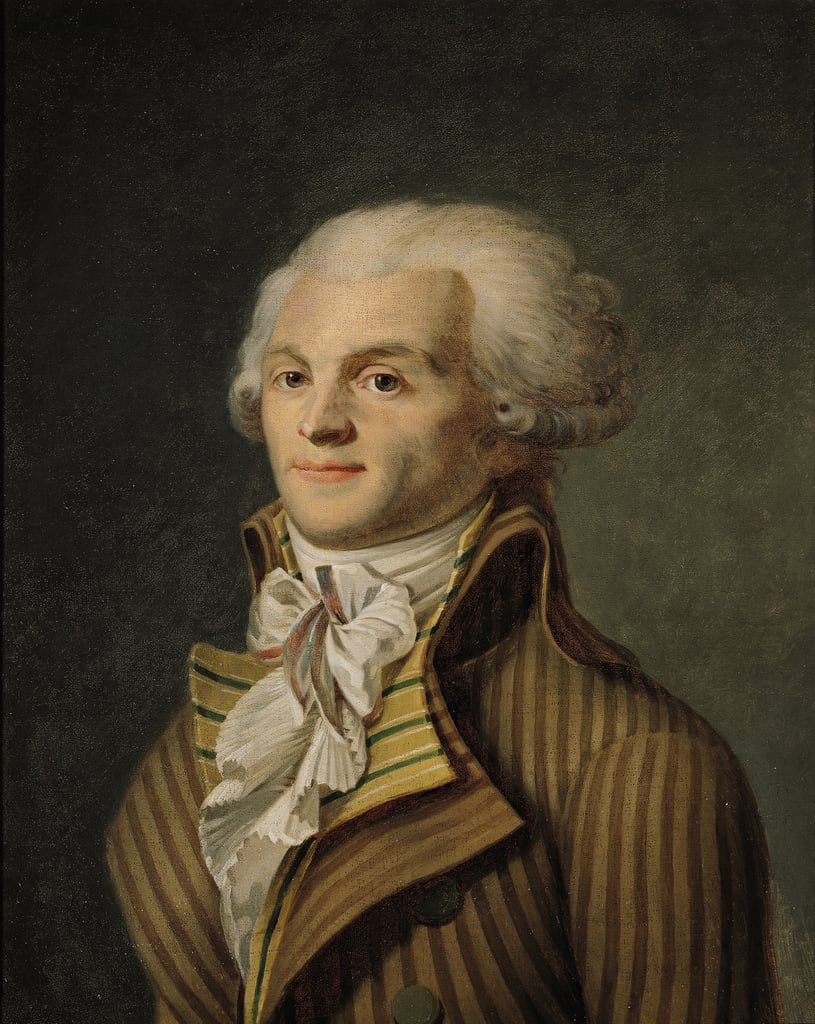
Maximilien de Robespierre
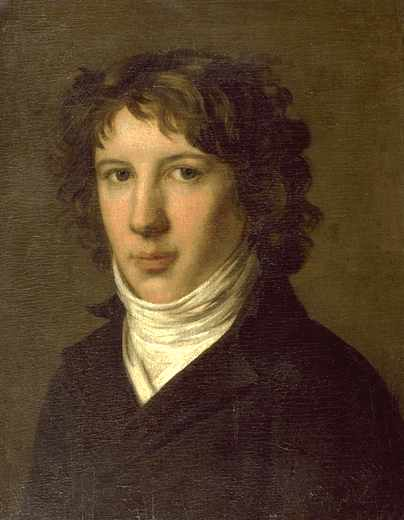
Louis Saint-Just
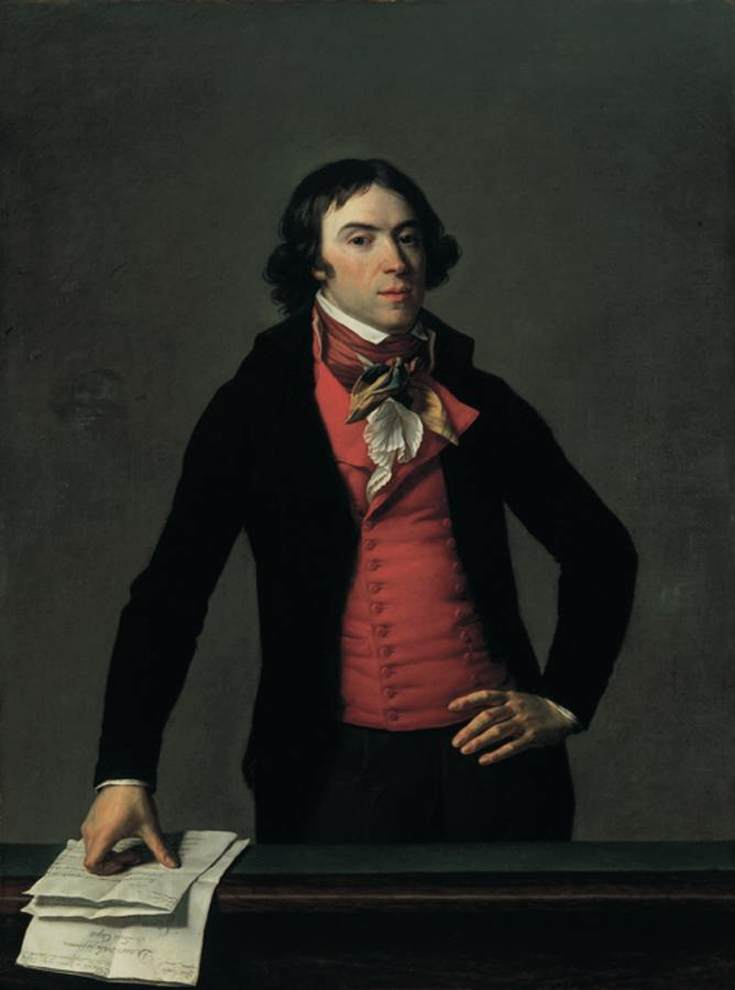
Bertrand Barère
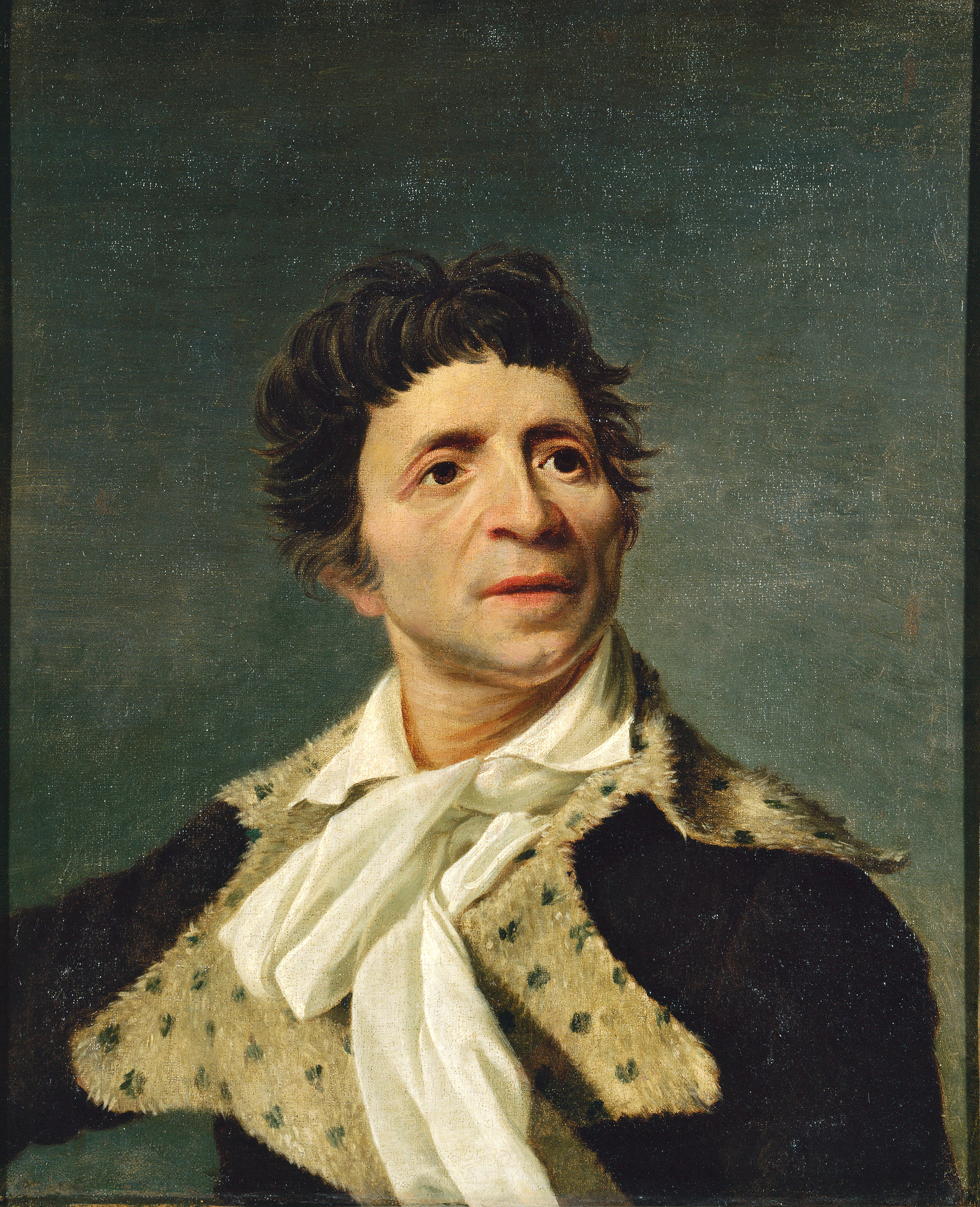
Jean-Paul Marat
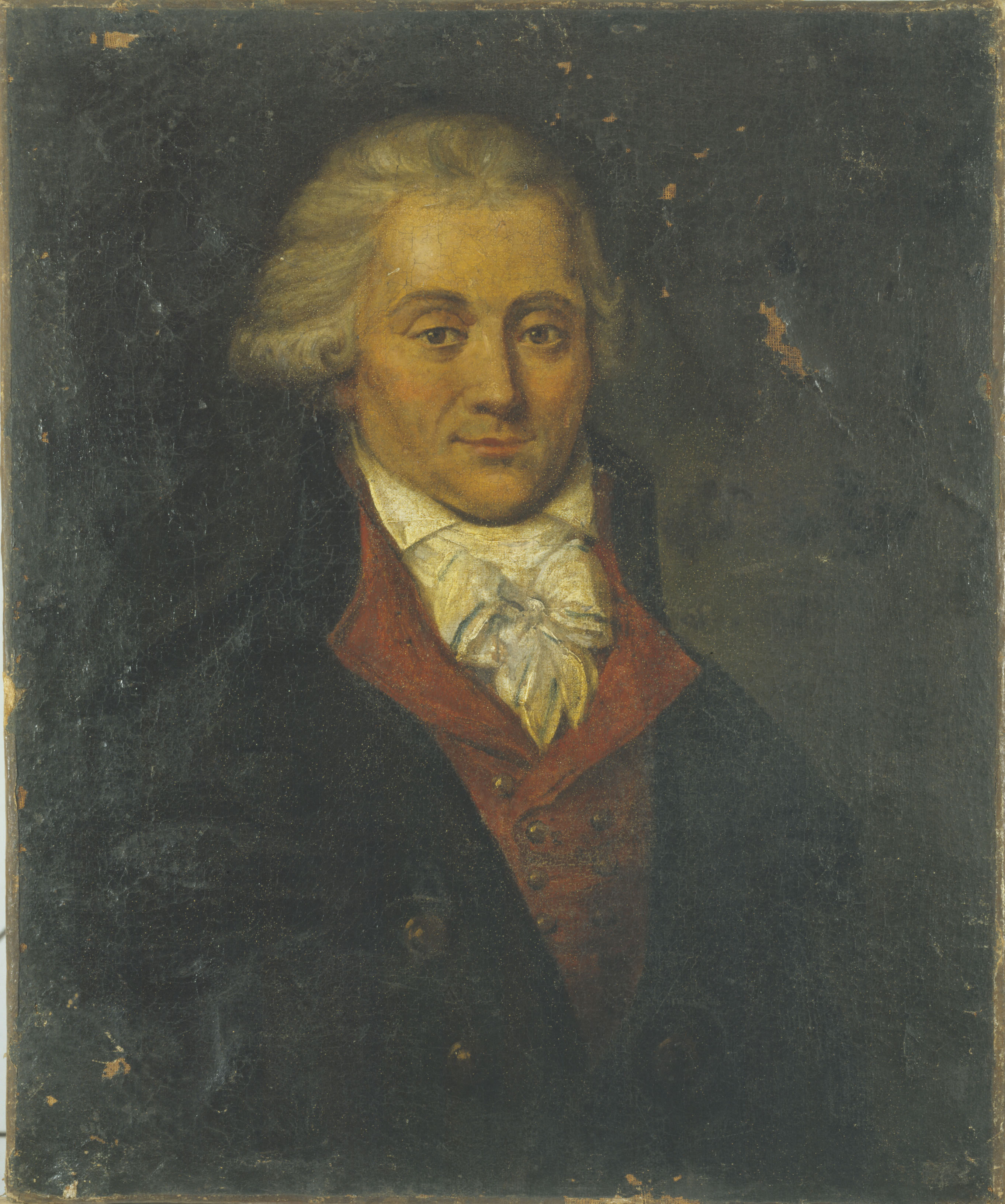
Georges Couthon
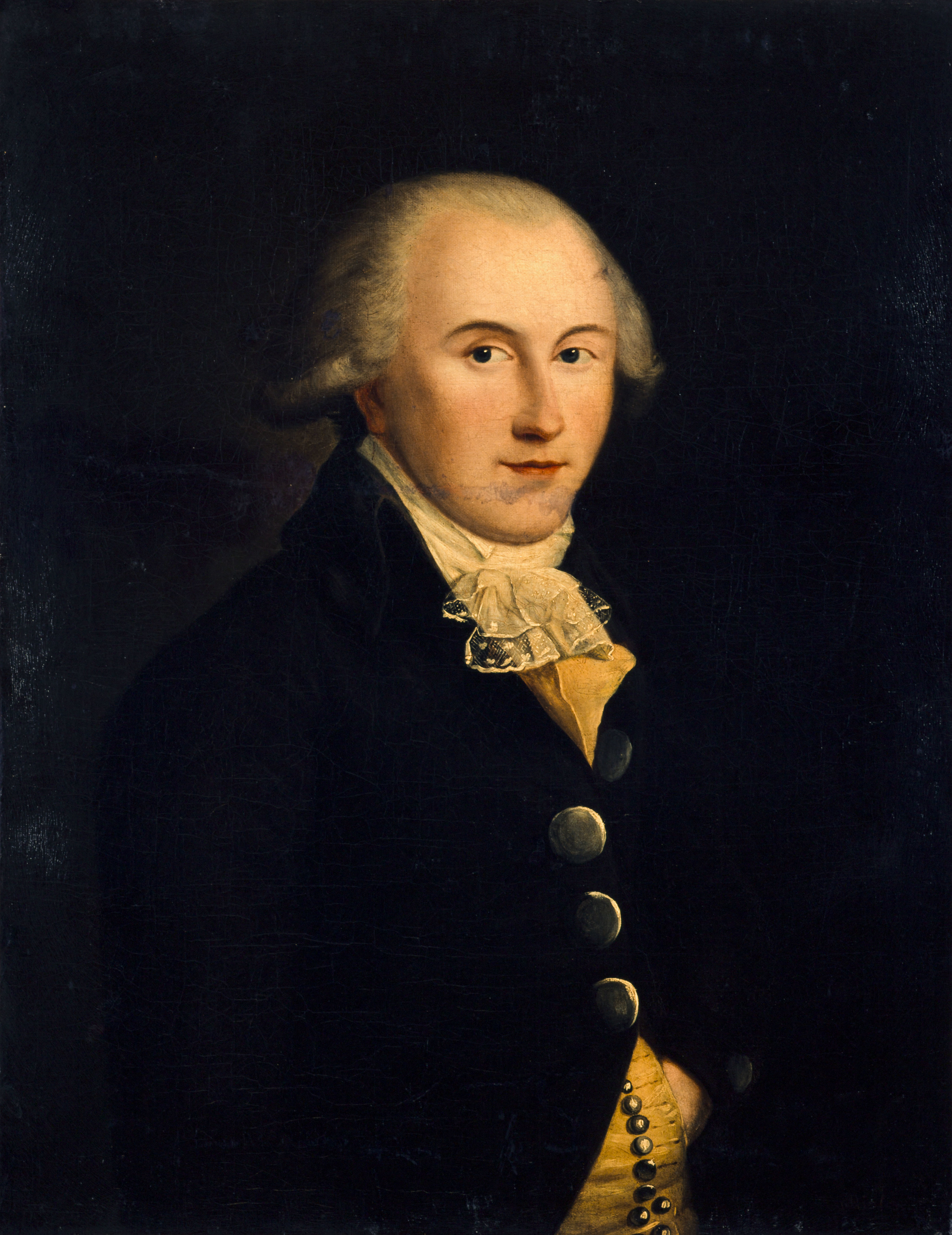
Augustin de Robespierre
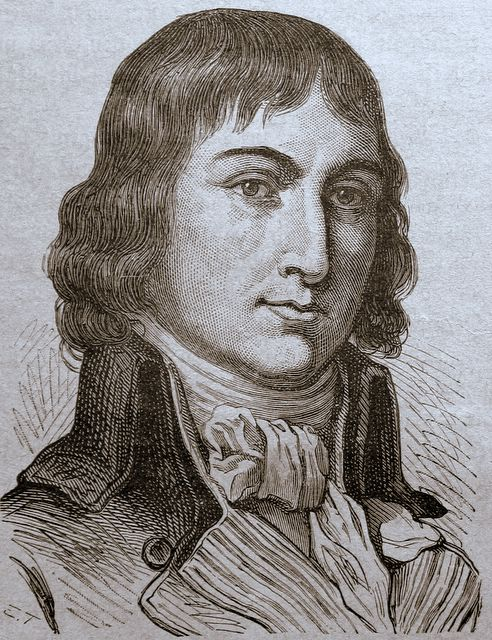
Jacques Nicolas Billaud-Varenne
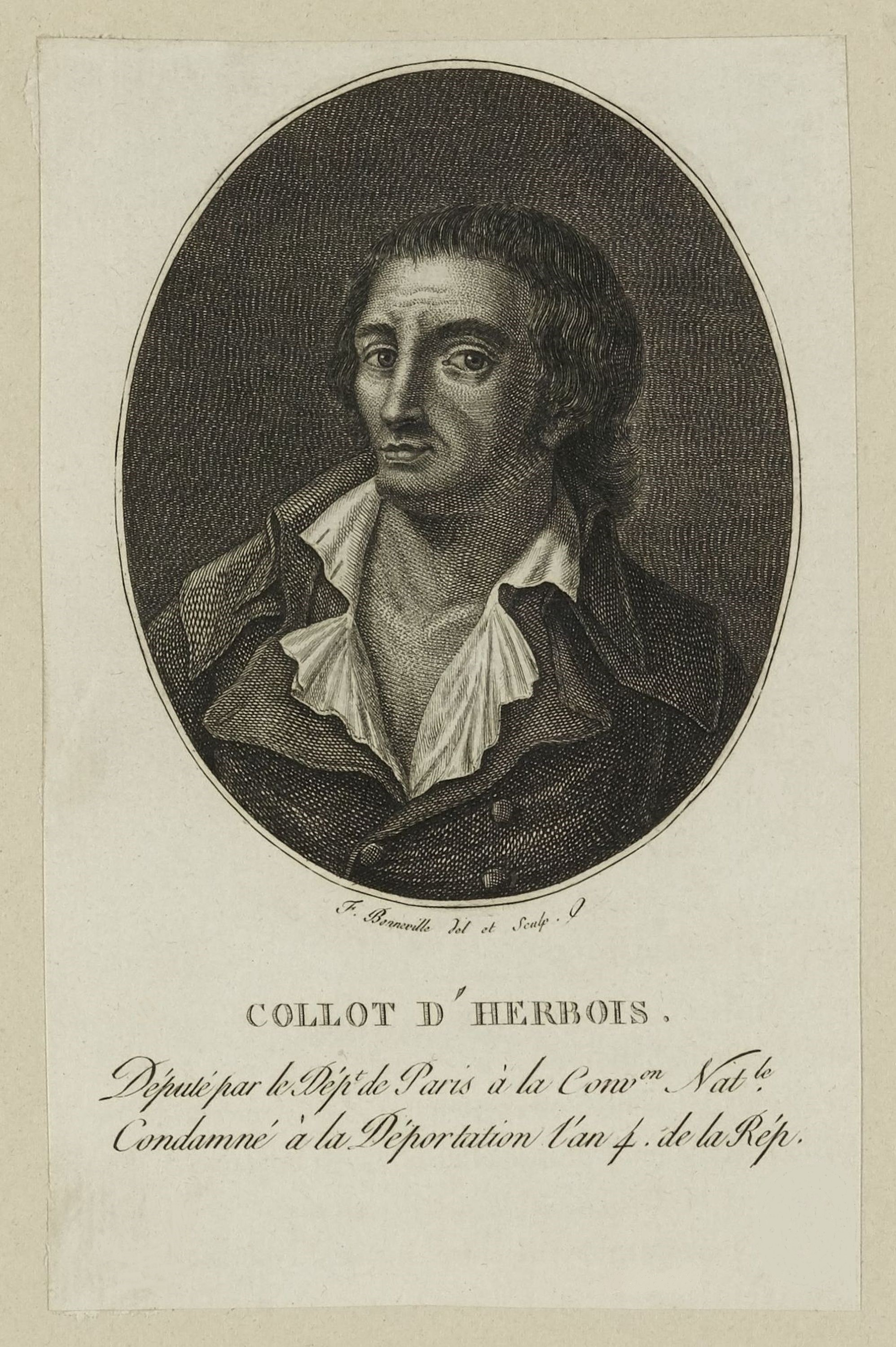
Jean-Marie Collot d'Herbois
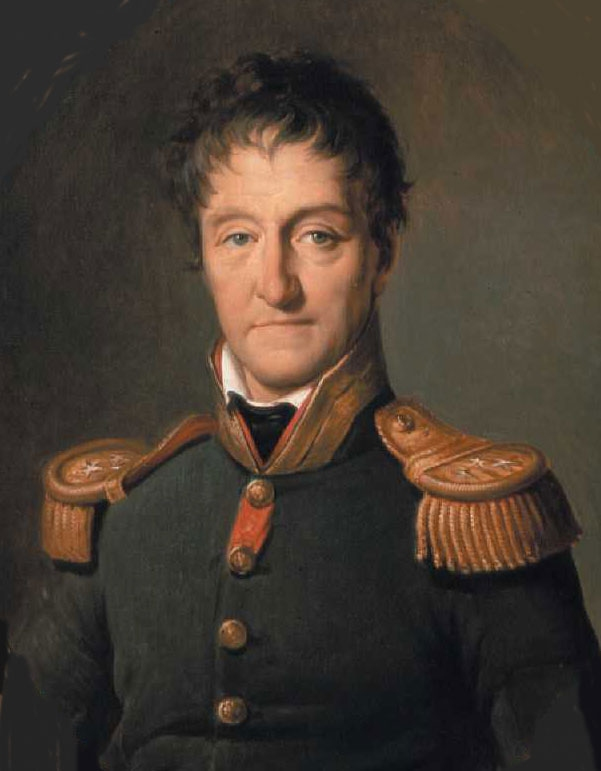
Lazare Carnot
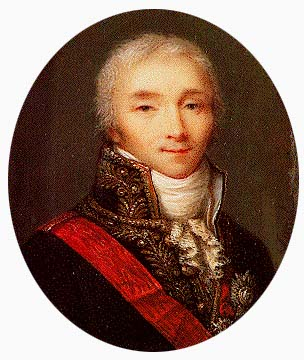
Joseph Fouché
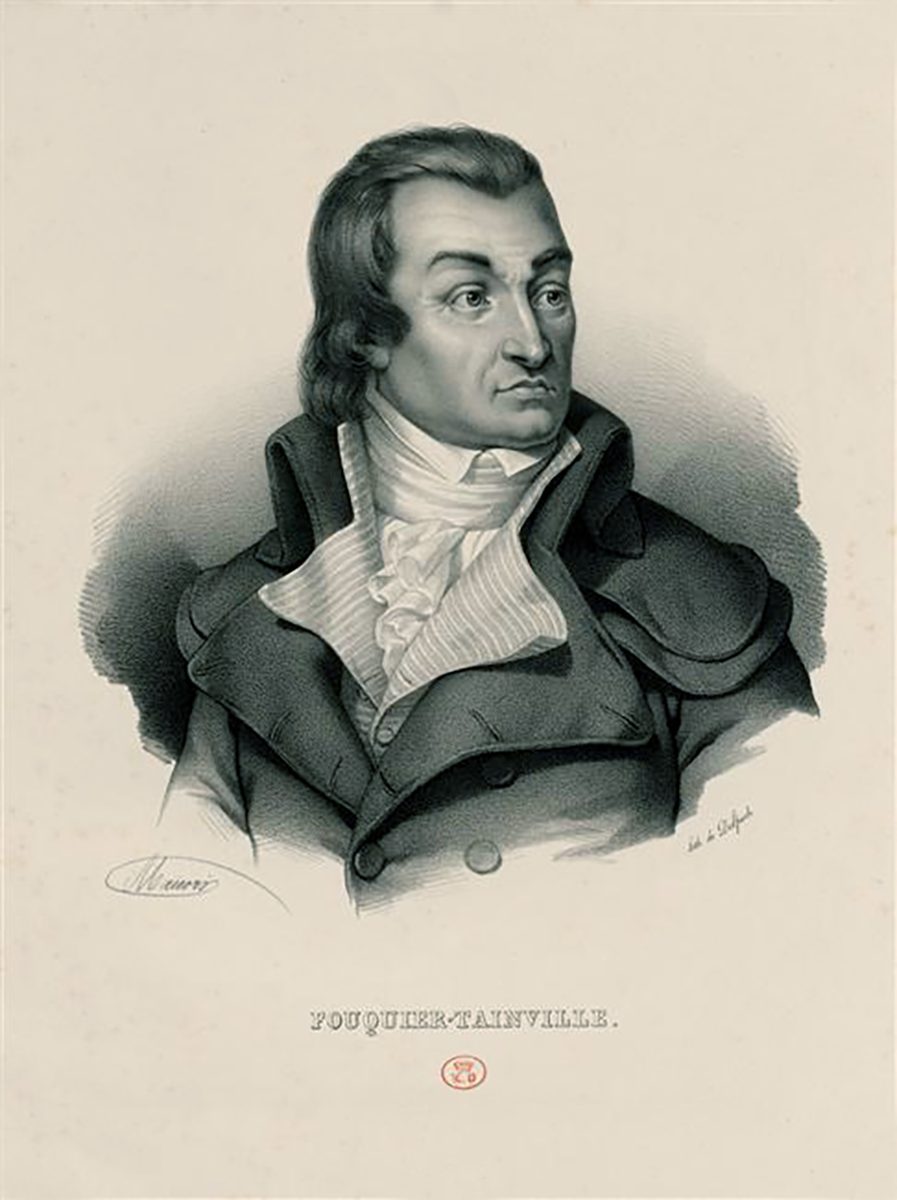
Antoine Quentin Fouquier-Tinville
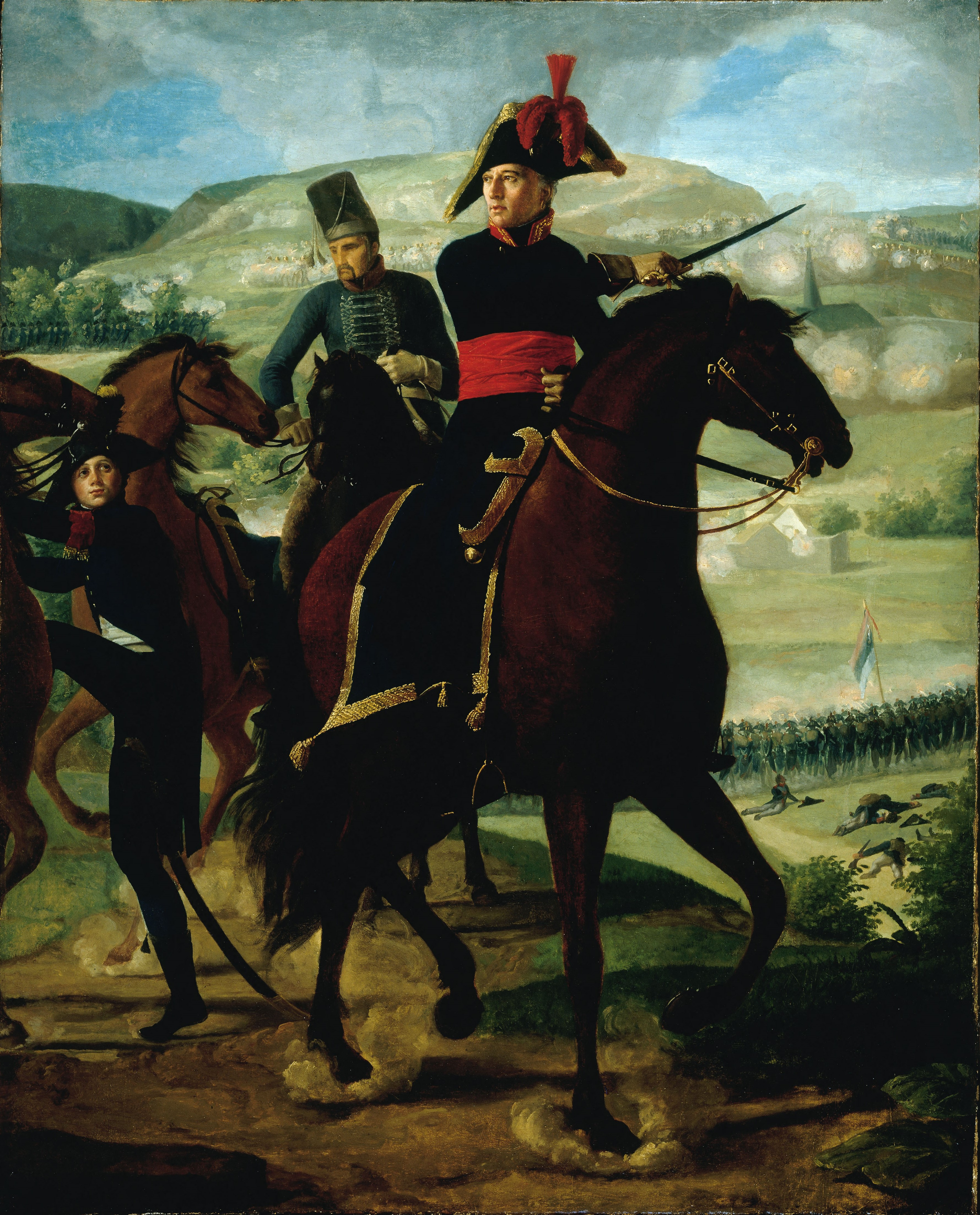
Louis Marie Turreau
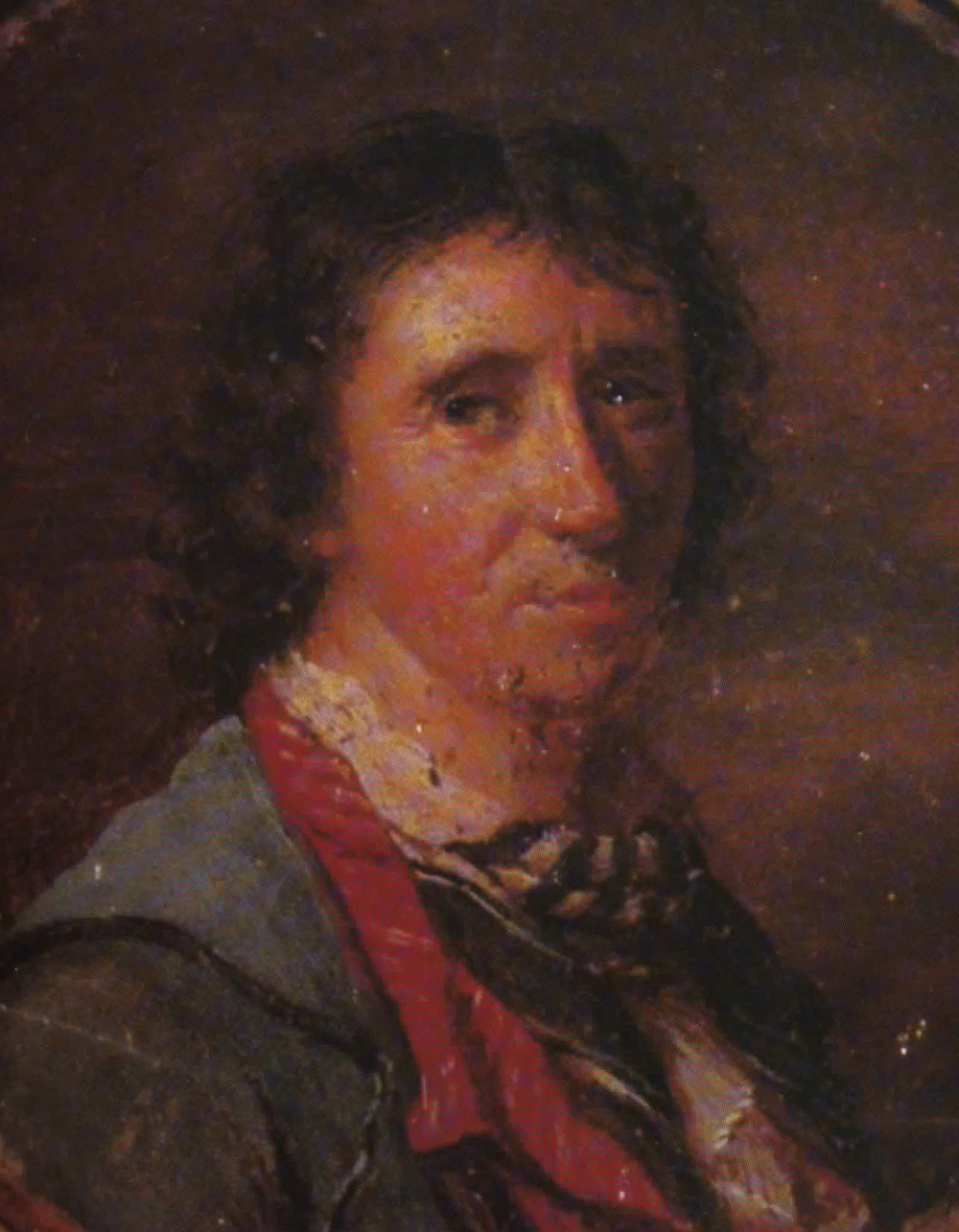
Jean-Baptiste Carrier
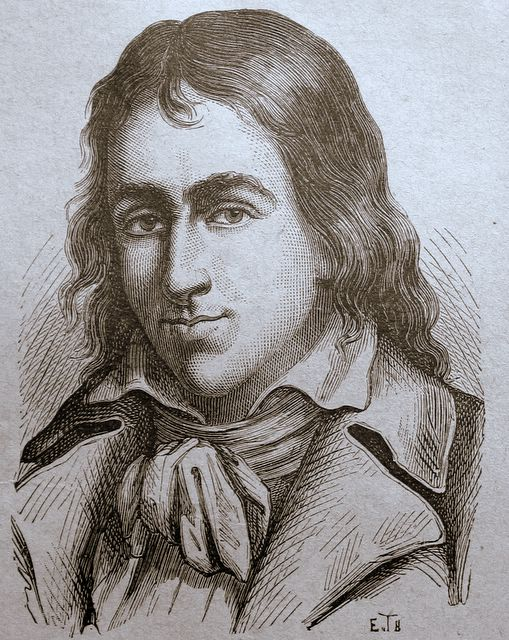
Jacques-René Hébert
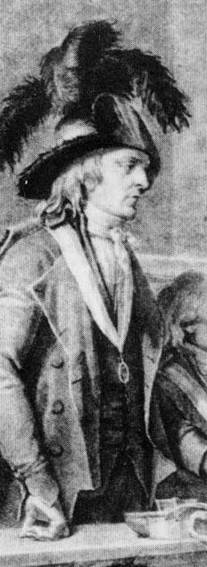
Martial Herman
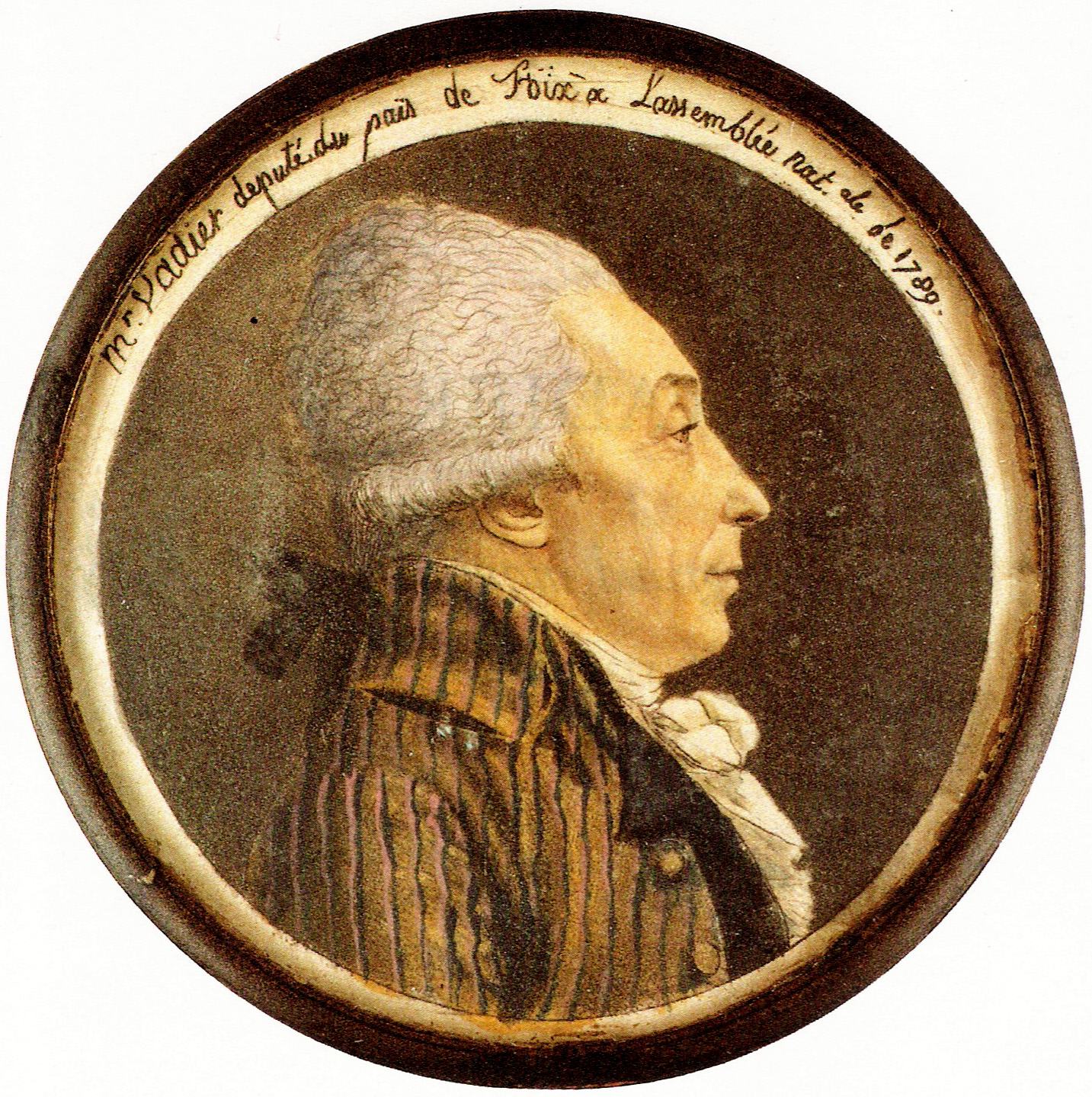
Marc Guillaume Alexis Vadier
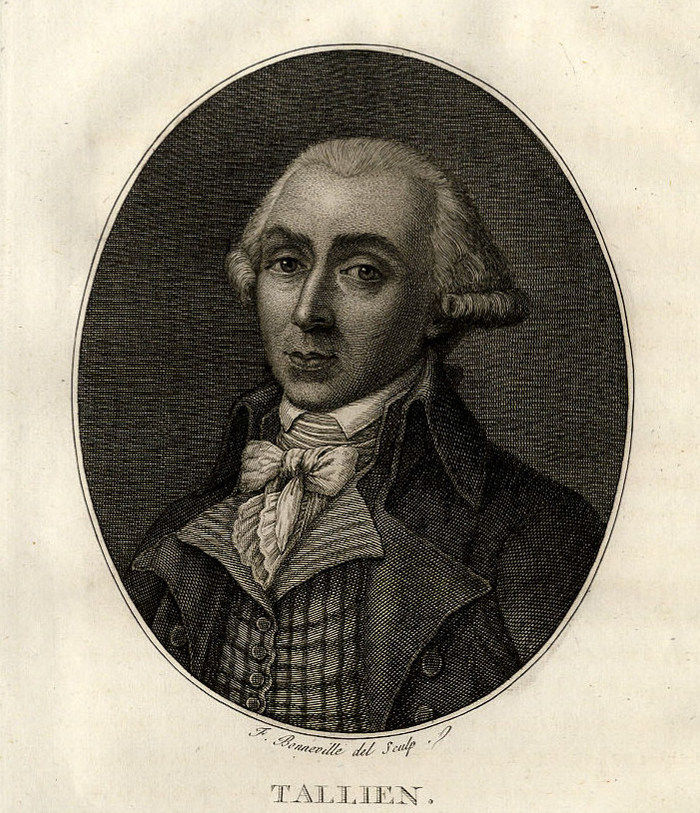
Jean-Lambert Tallien
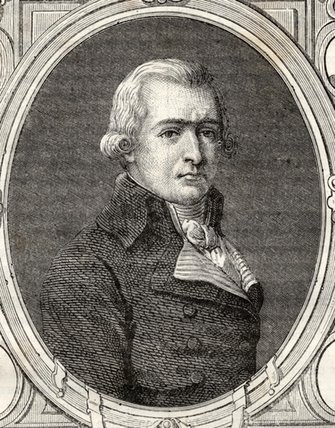
Jean-Pierre-André Amar

## Il Terrore nei media
Tra i romanzi ambientati all'epoca del Terrore, vanno citati:
- Alexandre Dumas (padre), Il cavaliere di Maison-Rouge, 1846.
- Charles Dickens, Racconto di due città, 1859.
- Victor Hugo, Novantatré, 1874.
- Emma Orczy, La primula rossa, 1905.
- Anatole France, Gli dei hanno sete, 1912.
- Daphne du Maurier, Il calice di Vandea, 1963.
- Hilary Mantel, Storia segreta della Rivoluzione francese, 1992.
- Wu Ming, L'armata dei sonnambuli, 2014.

Tra i film ambientati nel periodo del Terrore:
- Anthony Mann, Il regno del terrore, 1949.
- Philippe Agostini, I dialoghi delle Carmelitane, 1959.
- Jim Goddard, Le due città, 1980.
- Andrzej Wajda, Danton, 1983.
- Robert Enrico e Richard T. Heffron, La rivoluzione francese, 1989.
- Éric Rohmer, La nobildonna e il duca, 2001.

### Fonti storiche
- Louis Mortimer-Ternaux, Histoire de la Terreur, 1792-1794. D'après des documents authentiques et inédits, Michel Lévy frères, Parigi, 1868-1869.